# Buhardilla (ventana)

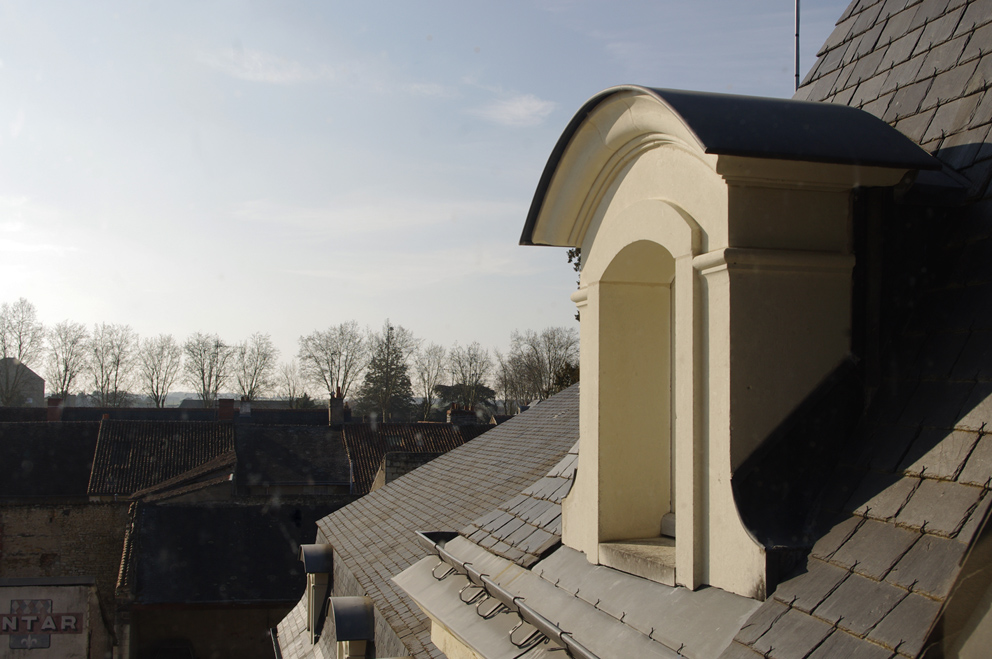
Una buhardilla del en Richelieu (Indre-et-Loire)

Una ventana de buhardilla, ventana abuhardillada o simplemente buhardilla es un hueco vertical que sobresale sobre la pendiente de un tejado inclinado para dar iluminación y ventilación a los espacios bajo cubierta y/o acceso a la misma o desde la misma. La buhardilla se compone de una fachada vertical, dos faldones laterales y una cubierta, generalmente a 2 o 3 aguadas, que forman limas con la cubierta principal. La buhardilla fue en origen una obra de carpintería que era soportada por la cubierta, a pesar de que su fachada podía ser de albañilería.
Buhardilla es un término polisémico que designa tanto al propio espacio bajo cubierta (antes desvanes, altillos, sobrados y hoy casi siempre espacios habitables) como ahora a las ventanas que los iluminan y ventilan. En otros idiomas se usan palabras diferentes (en fr., comble/lucarne; en it., soffito/abbaino; en en., attic/dormer ...), siendo esa la causa de problemas derivados de los préstamos y traducciones. La confusión se extiende al mismo uso de desván/buhardilla/ático, lumbrera/lucera/lucernario/claraboya/lucernario/tragaluz o incluso de las recientes ventanas de tejado o velux (marca comercial). De la importación del francés lucarne, se usaron antiguamente lucarnas o lumbreras, ahora con significados diferentes y en desuso.
La palabra buhardilla, diminutivo de buharda, tiene una etimología similar a la de búho, buhonero, bufar y bufanda. Empezaría con la onomatopeya del sonido «buff» que se hace expirando aire desde las mejillas hinchadas. Según Corominas, buharda antiguamente significaría respiradero para el humo; y su evolución sería: bufar → buhar→ buharra → buharda.
Las buhardillas pueden tener numerosas formas, dimensiones y disposiciones, y tener una o varias ventanas y desarrollarse en uno o varios niveles. También pueden ser el elemento de coronamiento de un cuerpo de la edificación.

## Historia

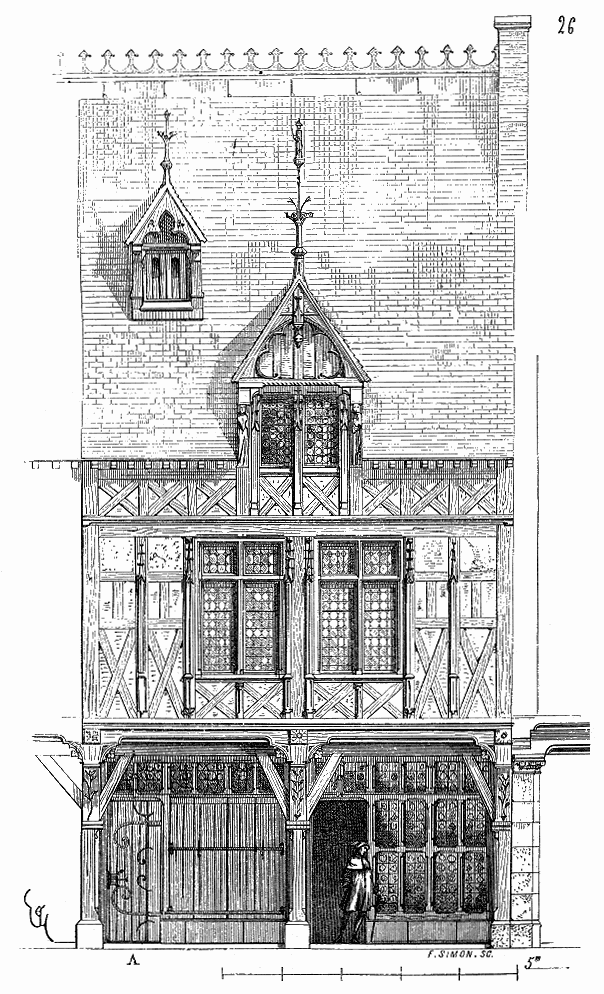
Buhardilla en madera en arco trebolada a izquierda, en arco polilobulado a derecha

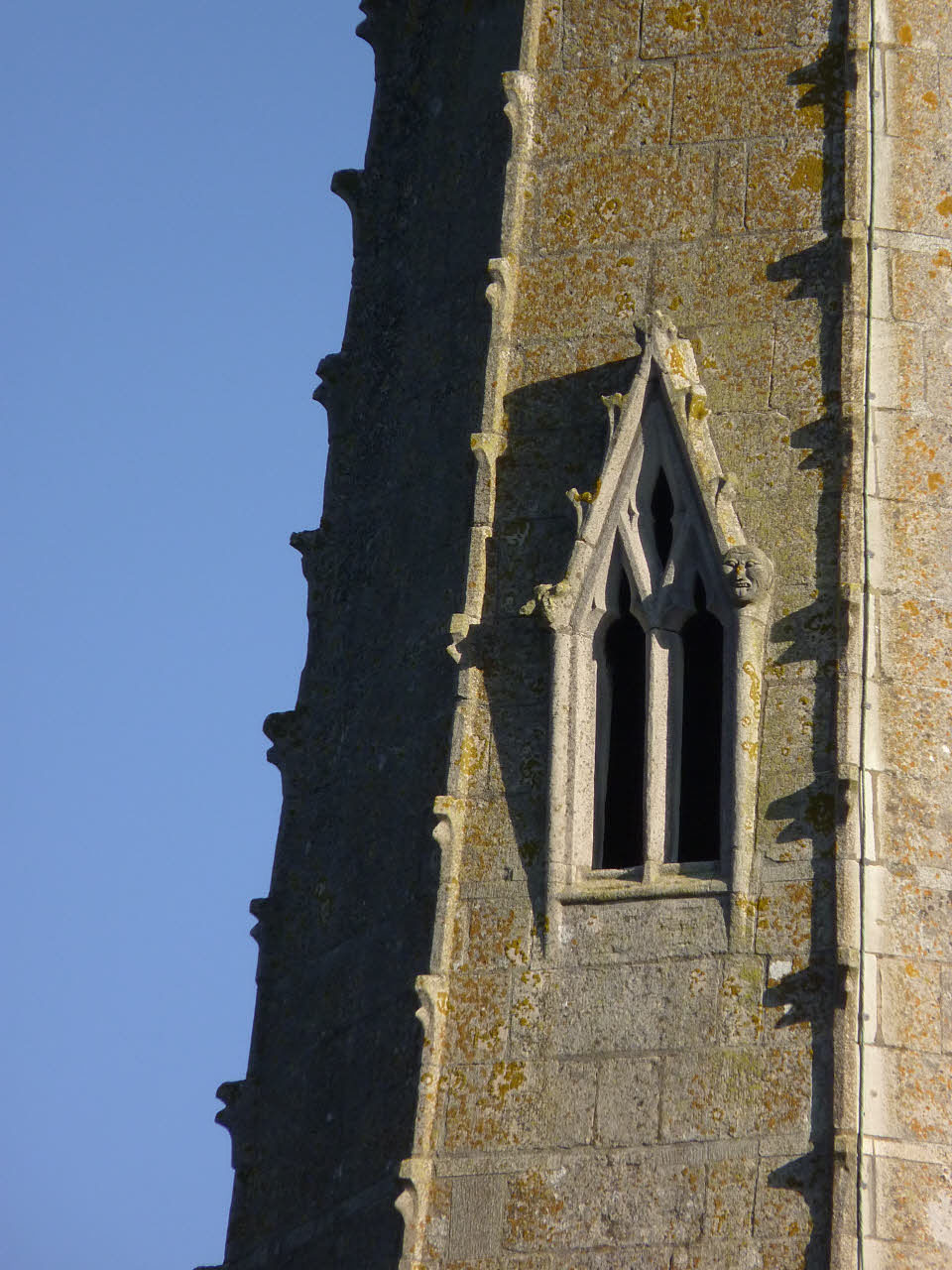
Primeras buhardillas para ventilar las espiras góticas de las iglesias

Según el arquitecto Eugène Viollet-le-Duc, la ventana de buhardilla apareció al principio del período gótico: durante el período románico, los tejados eran poco pronunciados y los desvanes perdidos. En el siglo XIII, los tejados se volvieron más pronunciados y los desvanes se acondicionaron como grandes salas artesonadas en las grandes residencias (palacio, castillo, mansión). Estas habitaciones necesitaban ser iluminadas y aireadas. Las primeras buhardillas recubiertas de plomo o de pizarra en estos edificios eran de madera y con gabletes calados (a menudo en arco trilobulado encajado entre dos riostras); los canteros tomaron luego prestada esta forma a los carpinteros para construir ventanas de tejado de piedra con gablete y pináculos. Su función decorativa se desarrolló en el gótico flamígero y en especial en el Renacimiento para convertirse en los siglos siguientes en elementos más simples.
Uno de los primeros usos de buhardillas fue en las aberturas esbeltas que proporcionaban ventilación a las agujas de las iglesias y catedrales góticas. Un ejemplo temprano son las buhardillas de la torre de la catedral de la iglesia de Cristo, Oxford. Las buhardillas se han utilizado en la arquitectura doméstica en Gran Bretaña desde el siglo XVI. En Francia, las buhardillas fueron popularizadas por el arquitecto Francois Mansart, que las usó extensamente en los tejados de París del siglo XVII —al punto de adar nombra a un tipo de cubierta y de ventana de buhardilla, la mansarda.

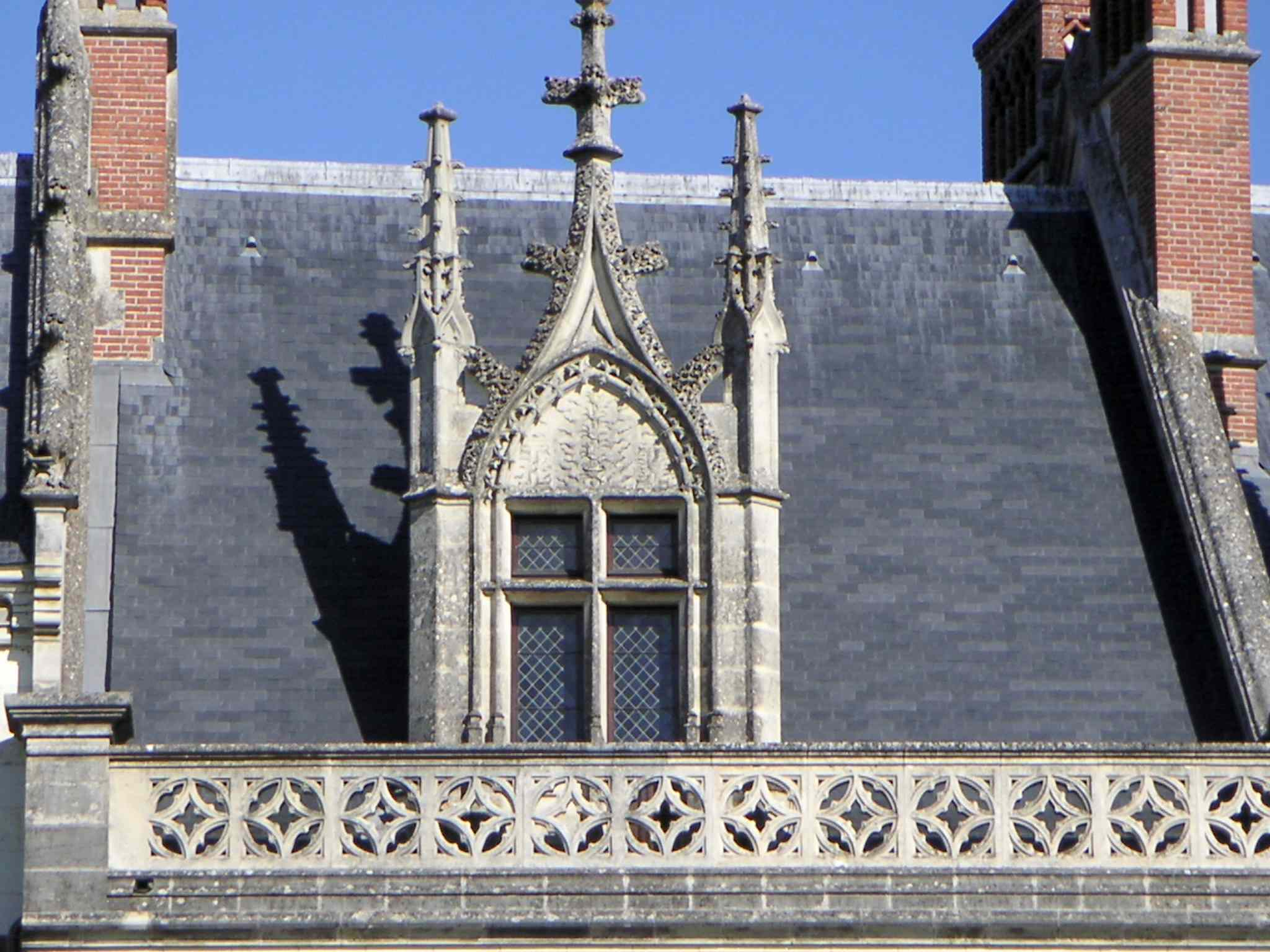
Buhardilla gótica del château de Amboise
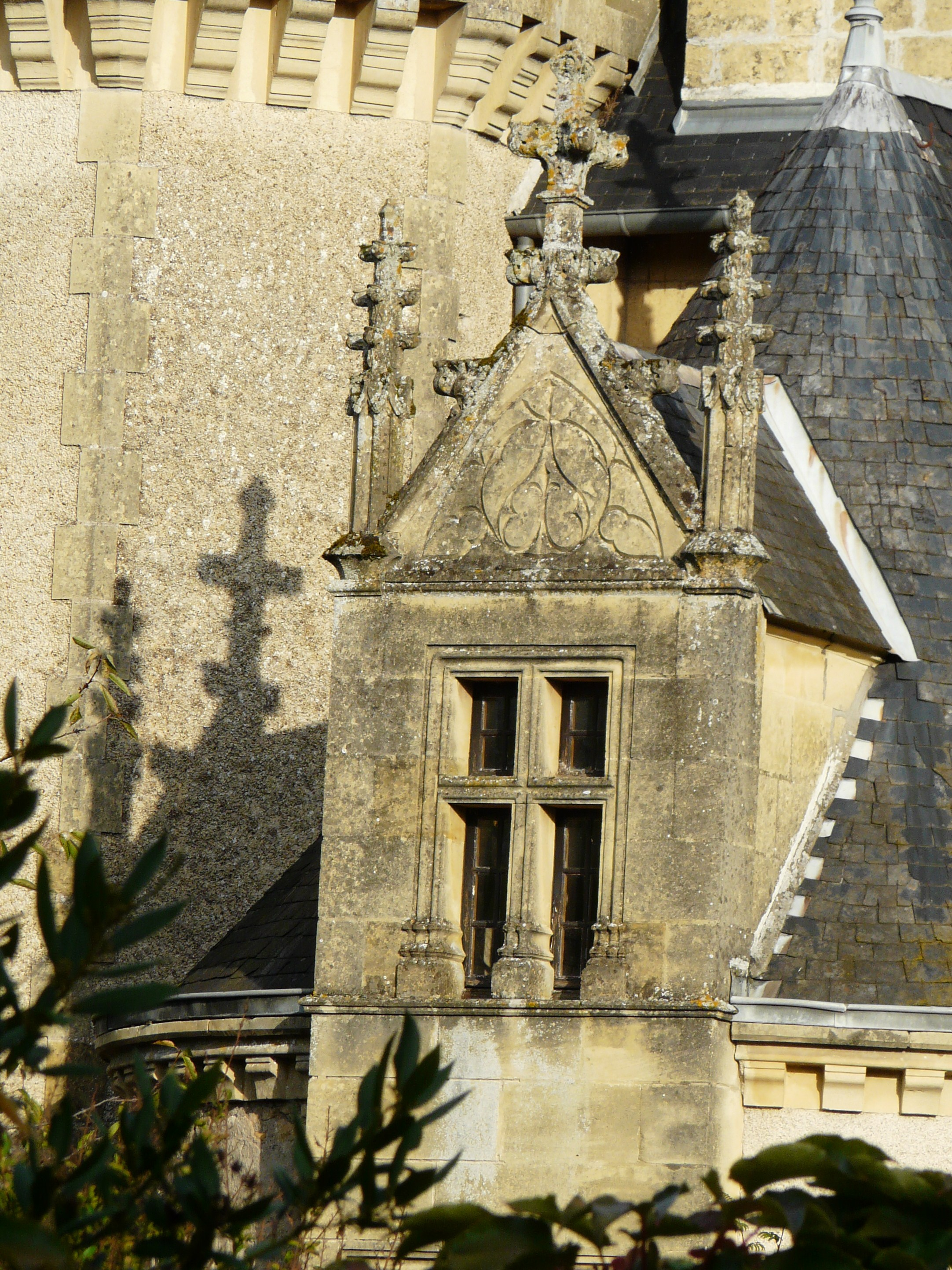
Buhardilla en piedra con gablete y pináculo
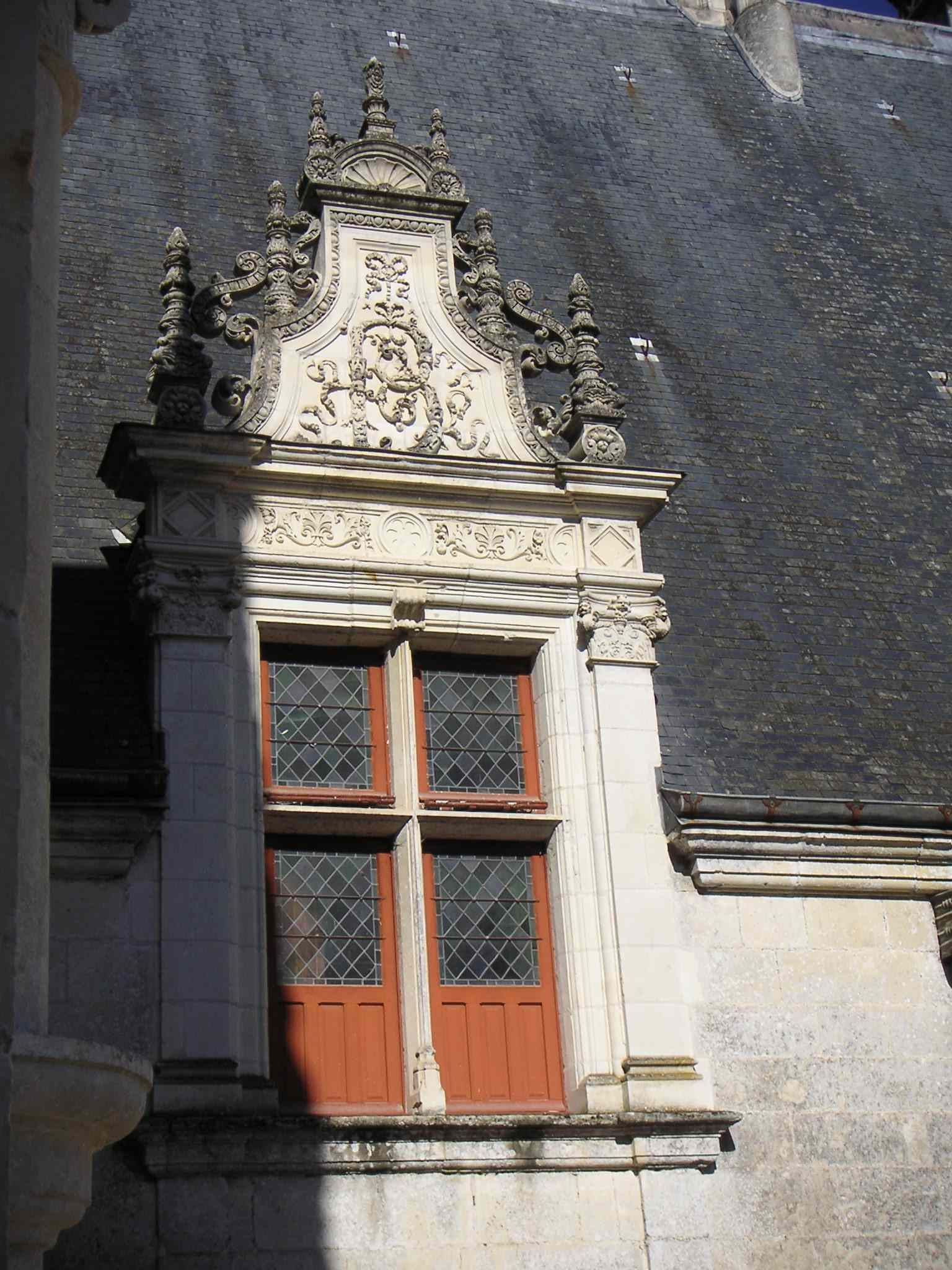
Buhardilla renacentista del Château d'Azay-le-Rideau
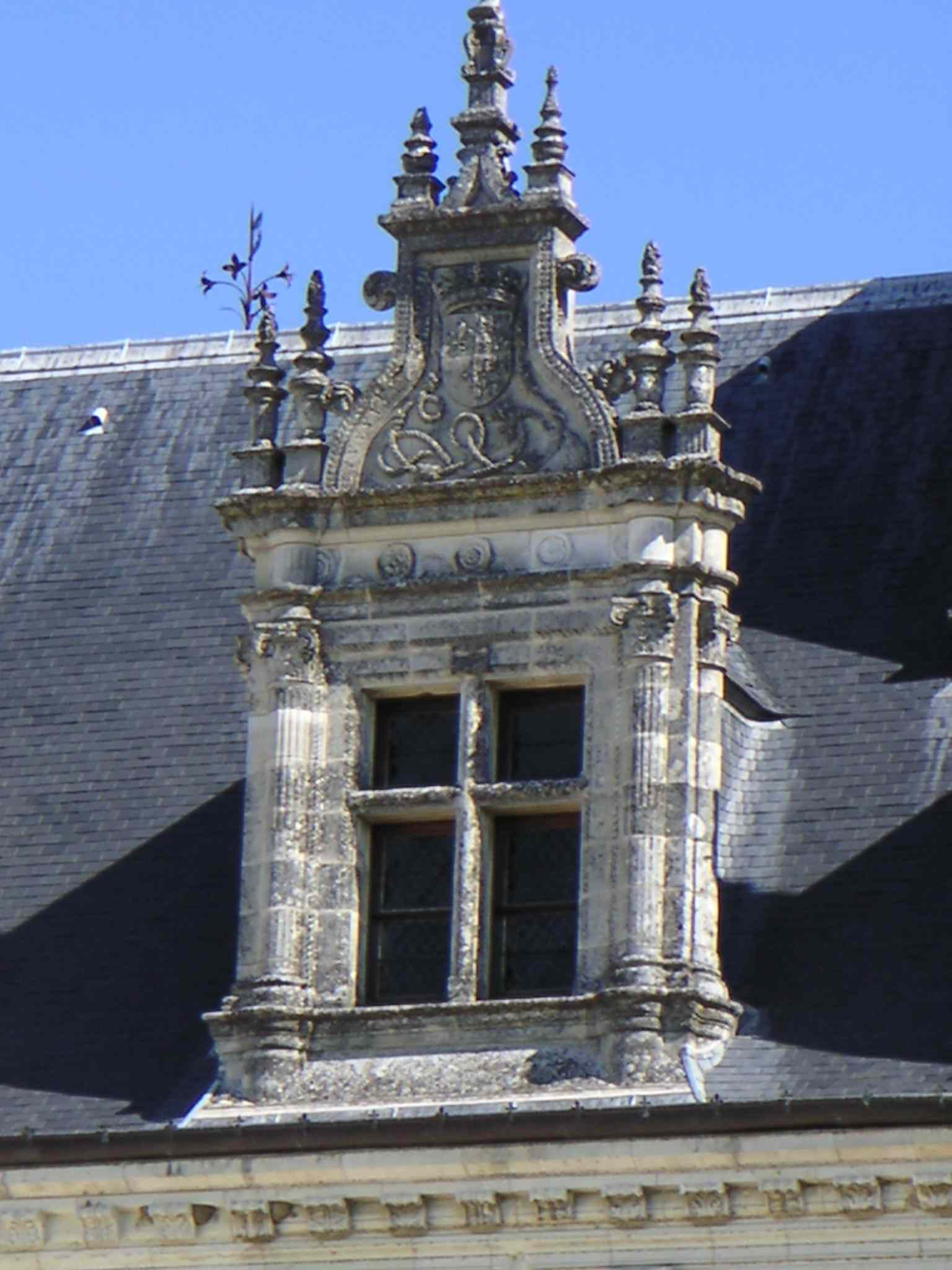
Buhardilla renacentista del château de Amboise
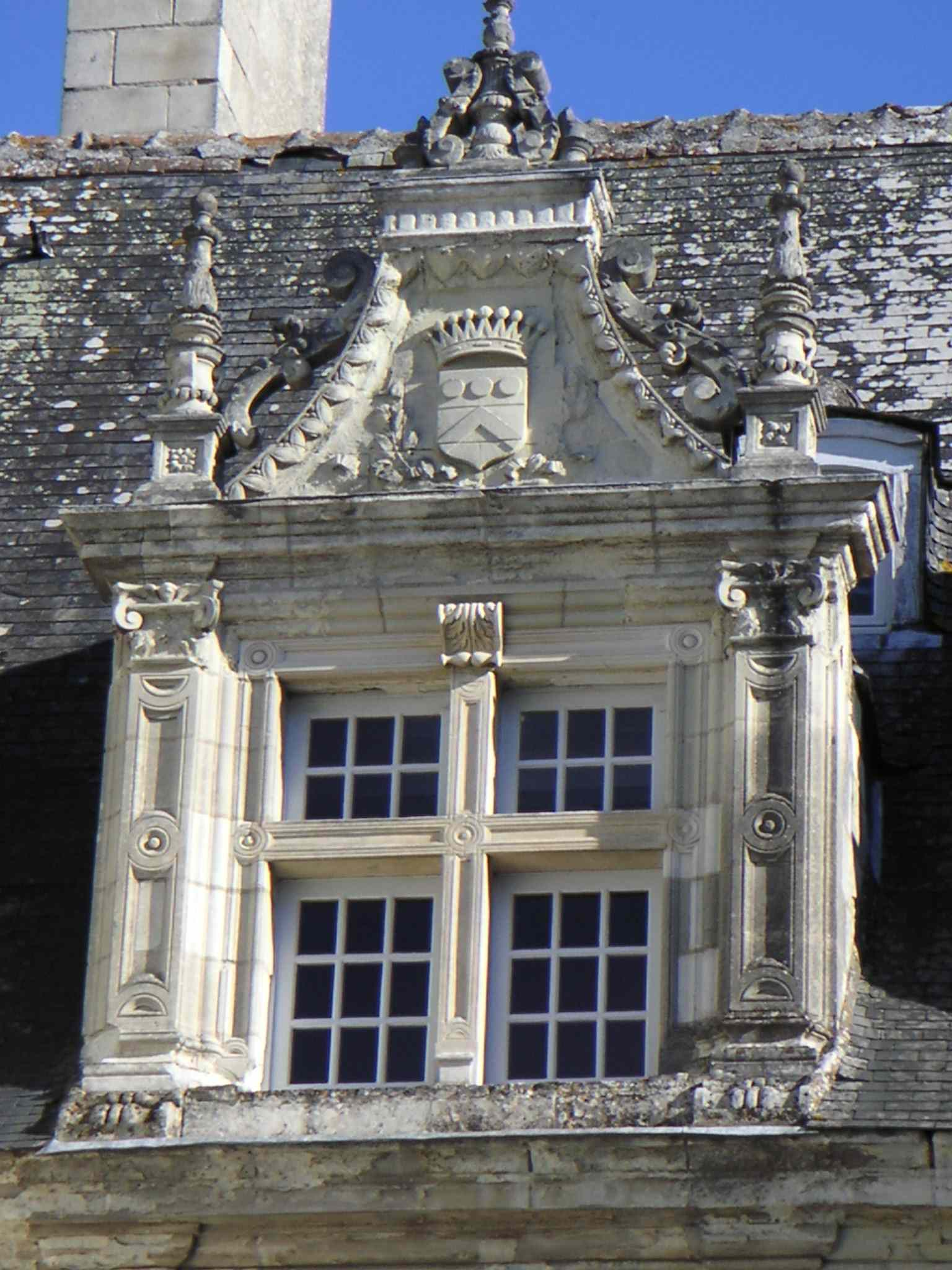
Buhardilla renacentista del château de Villandry
Buhardilla renacentista del château de Chambord.
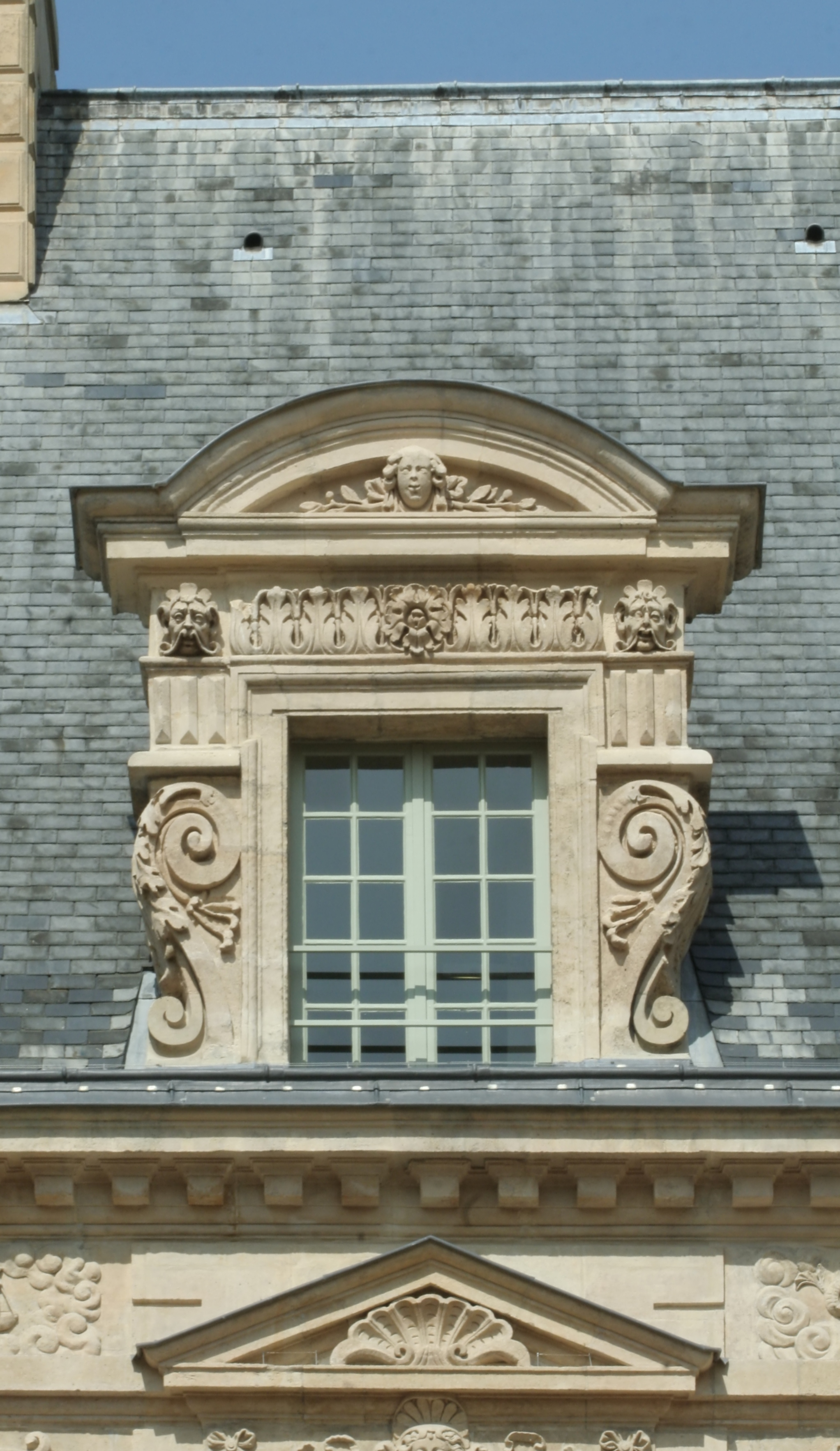
Buhardilla cintrée y encuadrada por volutas del siglo XVII

## Tipos de buhardillas
Las buhardillas tienen muchas formas; y su denominación varía según países y regiones.
Según su uso, se distinguen dos tipos de buhardillas:
- Las buhardillas de acceso que sirven para meter los artículos pesados o voluminosos (heno, forraje, etc.) en el desván (buhardilla-polea, buhardilla- puerta).
- Las buhardillas de ventana que sirven para hacer habitable (iluminación y ventilación) de la planta del desván.

Buhardillas según uso
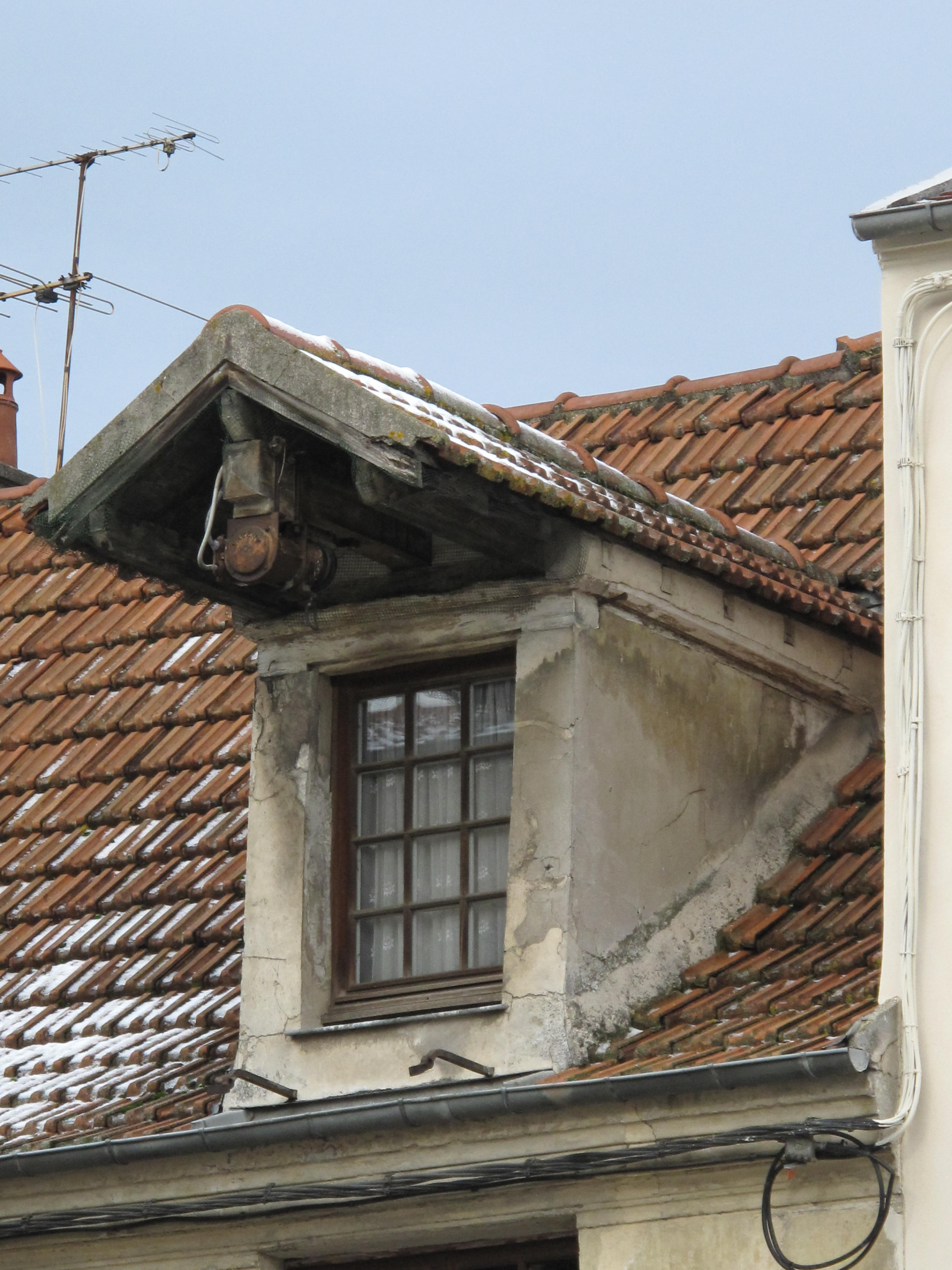
Buhardilla de acceso: buhardilla-polea en Lagny-sur-Marne .
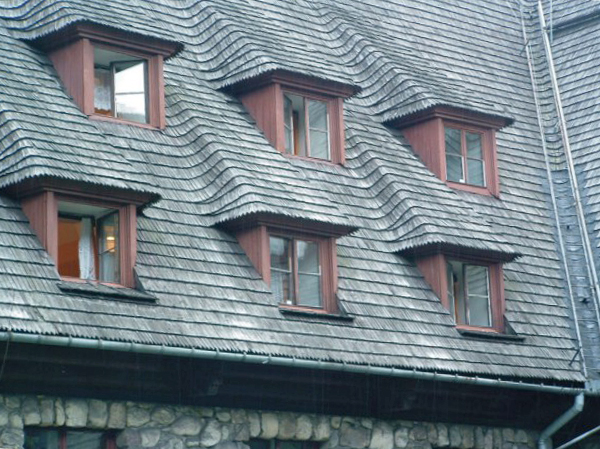
Buhardillas de ventana.

Según su posición en relación con el muro goterón (el perpendicular a la pendiente de la cubierta, tenga alero o no, con canalón o goterón), se distinguen:
- buhardilla de fachada, cuya fachada se apoya en el muro goterón. Puede interrumpir al alero o no;
- buhardilla reentrante, cuya ventana está casi enteramente bajo la pendiente del tejado y retirada en comparación con el descubierto del muro goterón, del cual está separada por una terraza. La buhardilla reentrante tiene laterales reentrantes. Puede causar problemas de estanqueidad;
- buhardilla de vertiente está apoyada en el curso de una vertiente de la cubierta. Se puede utilizar para iluminar una segunda planta de desvanes.

Buhardillas según posición en relación al muro
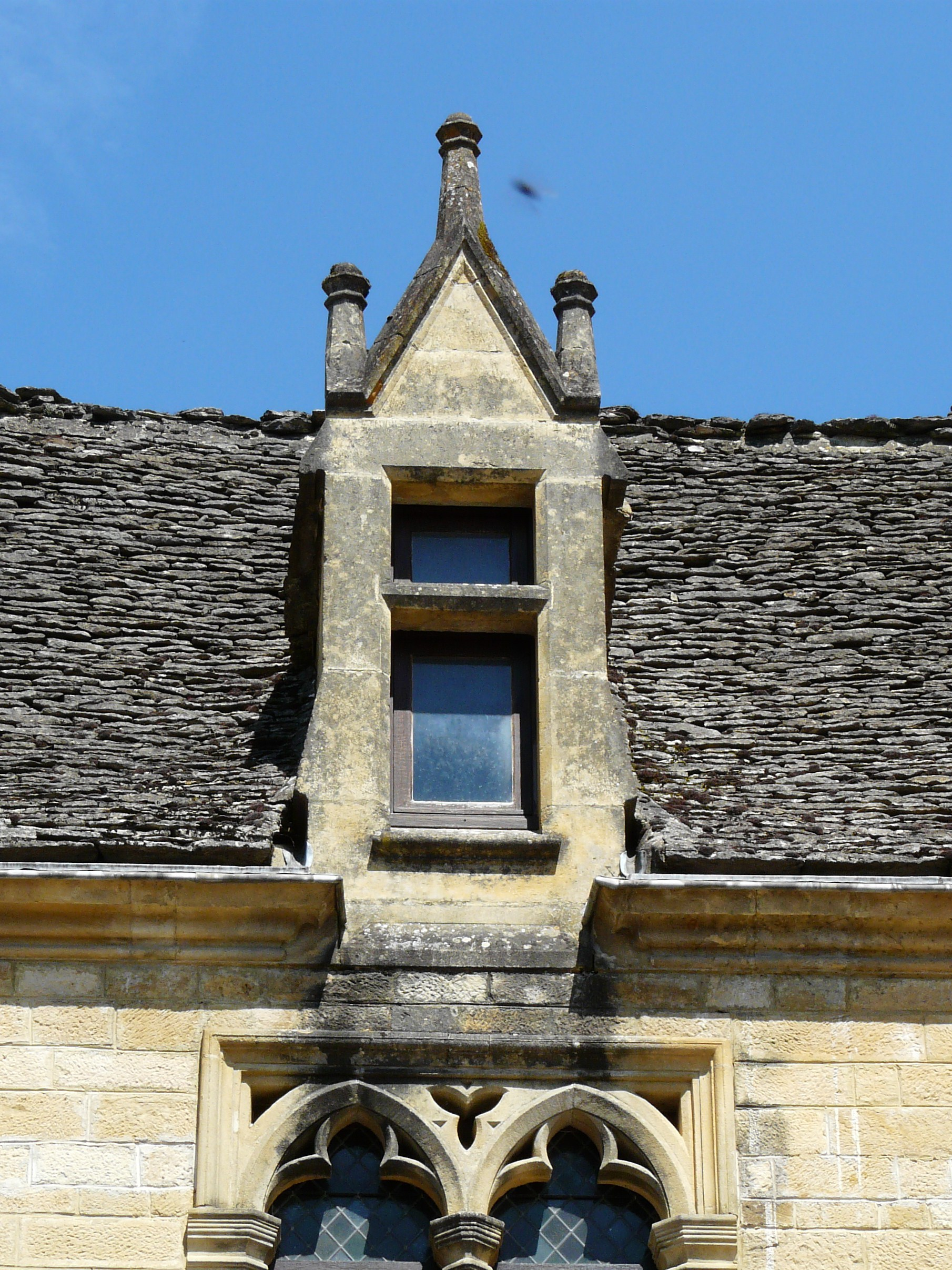
Buhardilla de fachada.
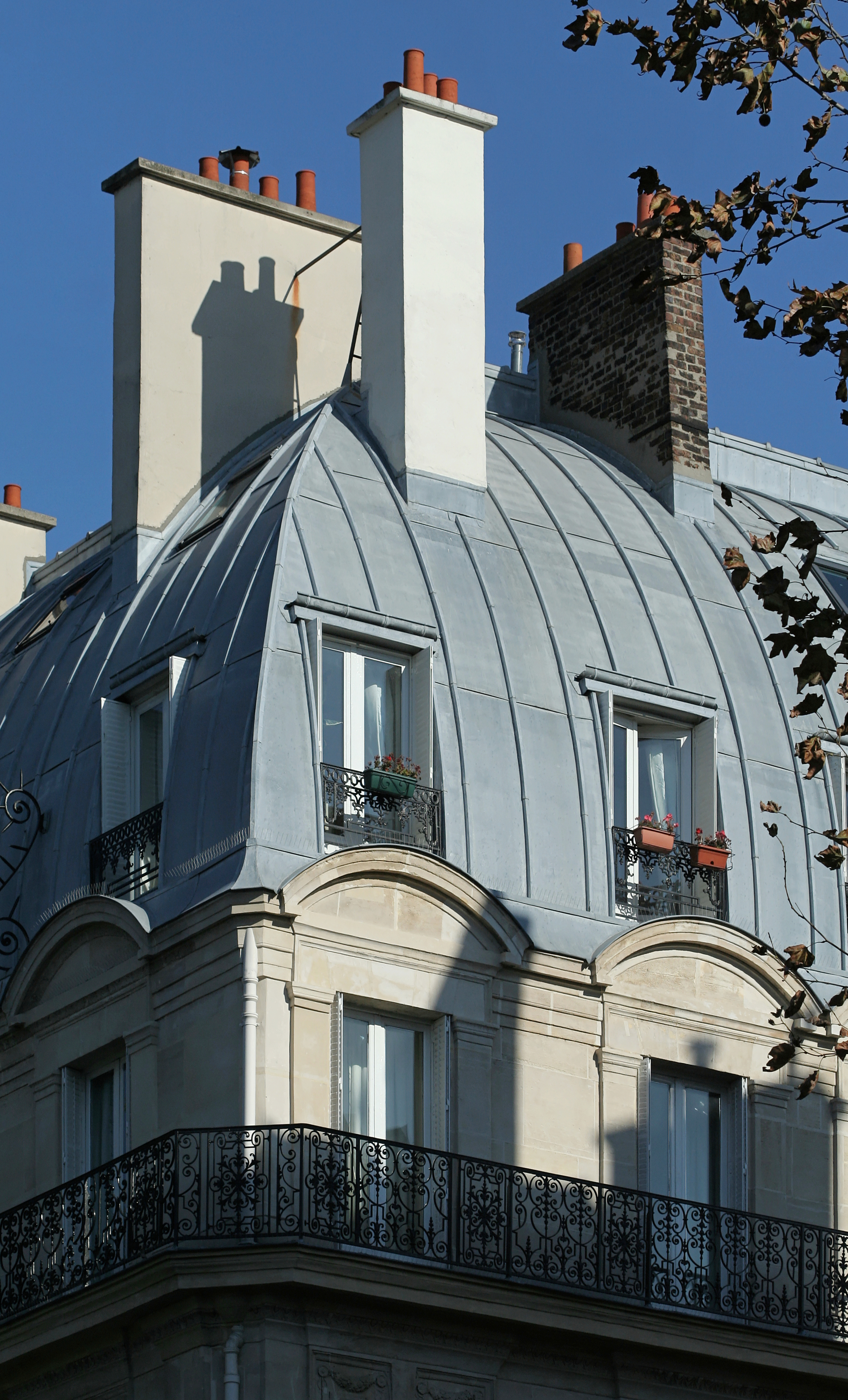
Buhardilla reentrante en París.
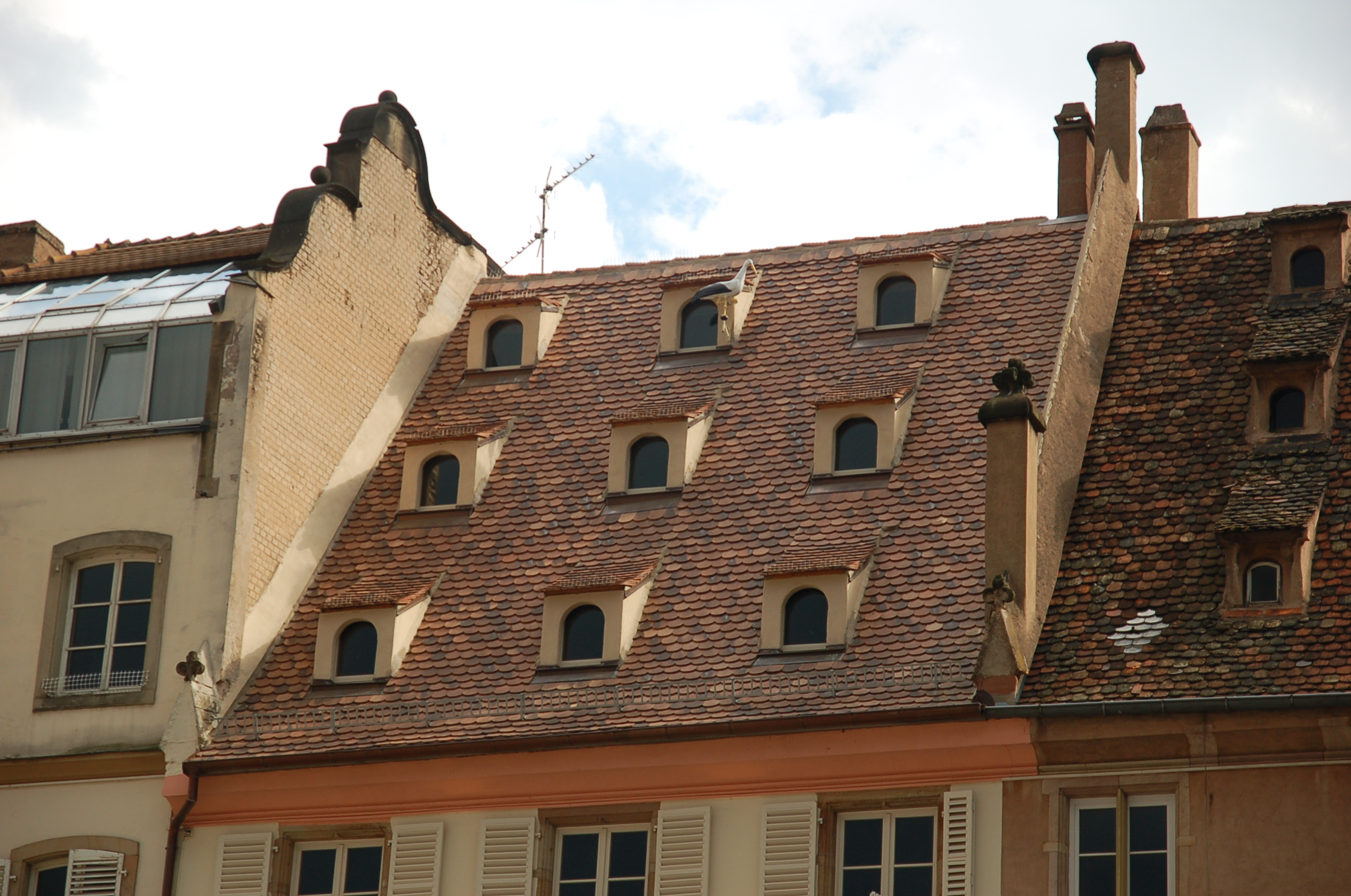
Buhardillas sobre la aguada en varias plantas.
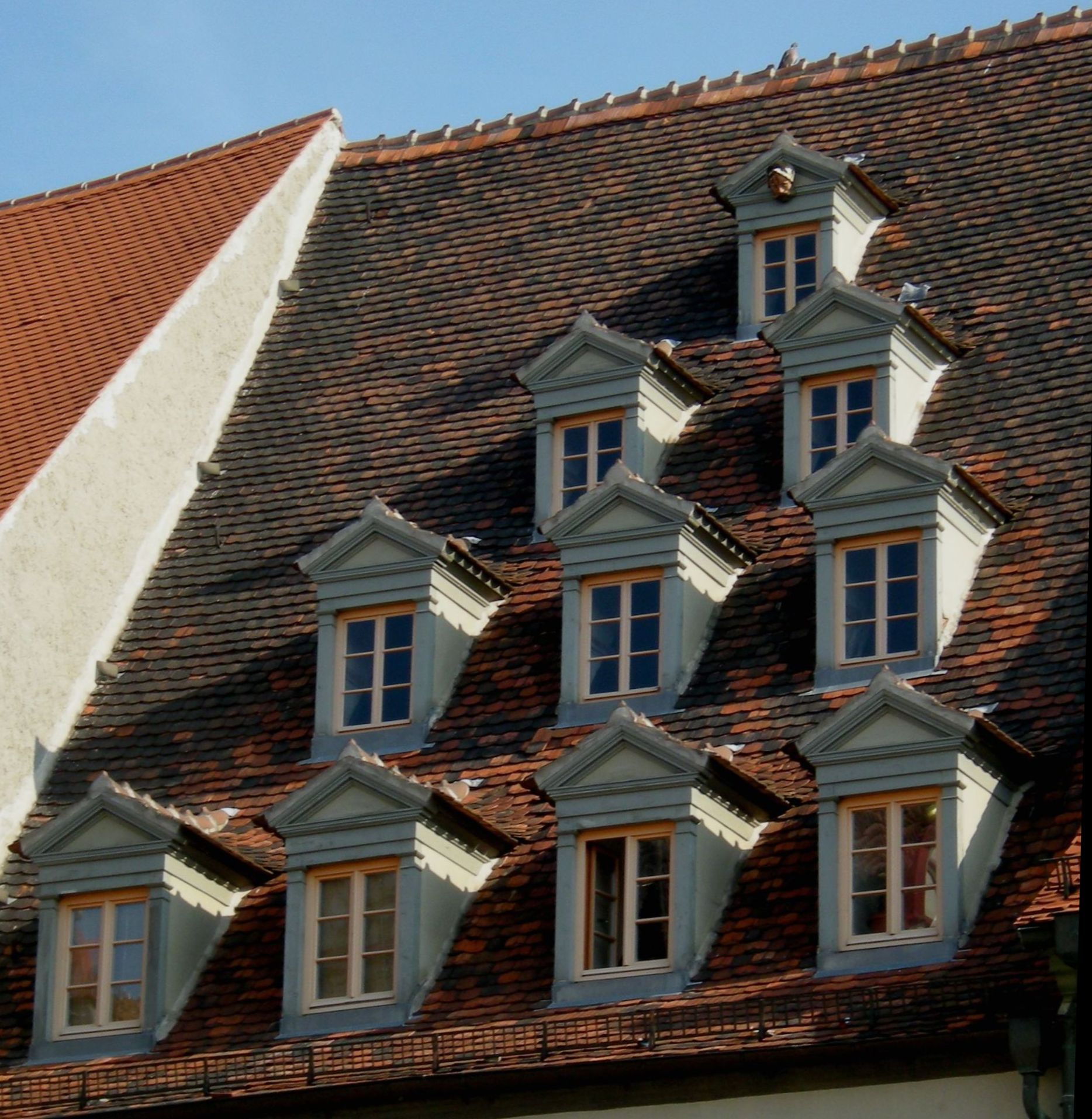
Otro ejemplo de buhardillas en varias plantas.

Buhardillas de pequeñas dimensiones:
- 'ojo de buey, una buhardilla cuya abertura es circular u oval;
- outeau o buhardilla puntiaguda,[7] buhardilla de dos pendientes recubriendo una abertura triangular o más raramente rectangular, sin parte de pared.
- chien-assis (perro sentado) designaba en origen una pequeña lucarna destinada a la ventilación, con la parte frontal más alta para recoger mejor la luz.

Pequeñas buhardillas
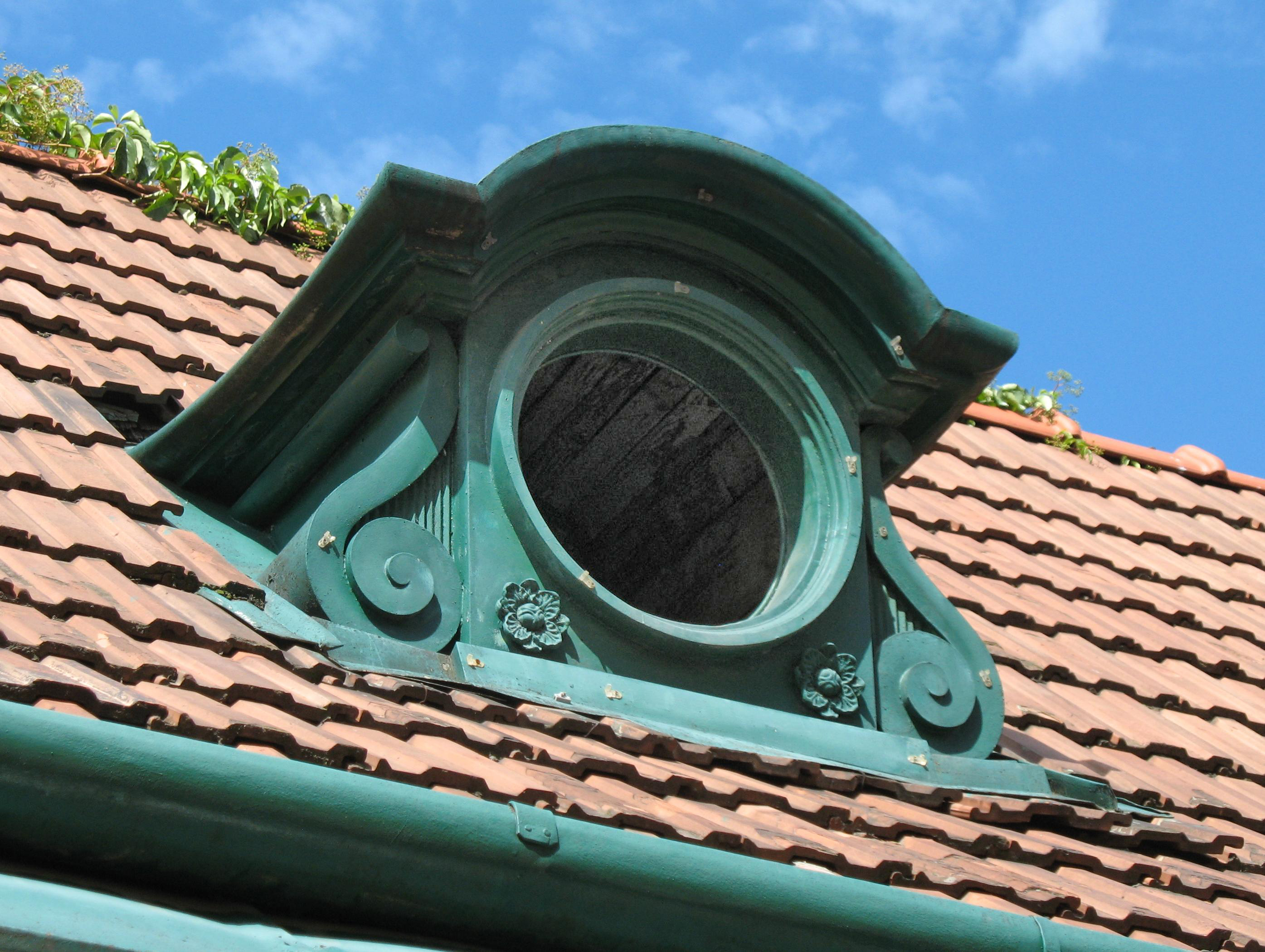
Ojo de buey en Viena.
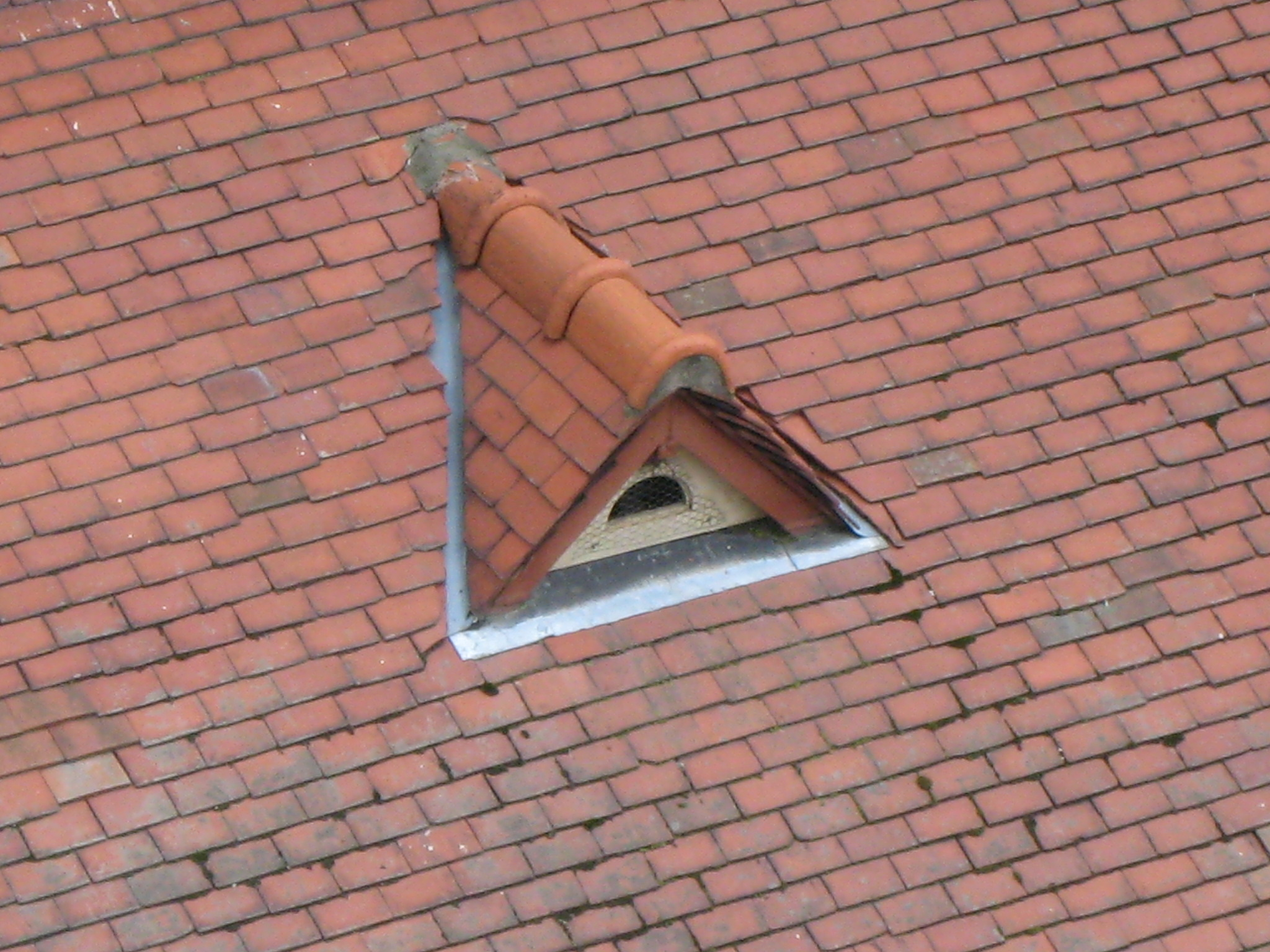
Outeau o buhardilla puntiaguda, solo ventilación.
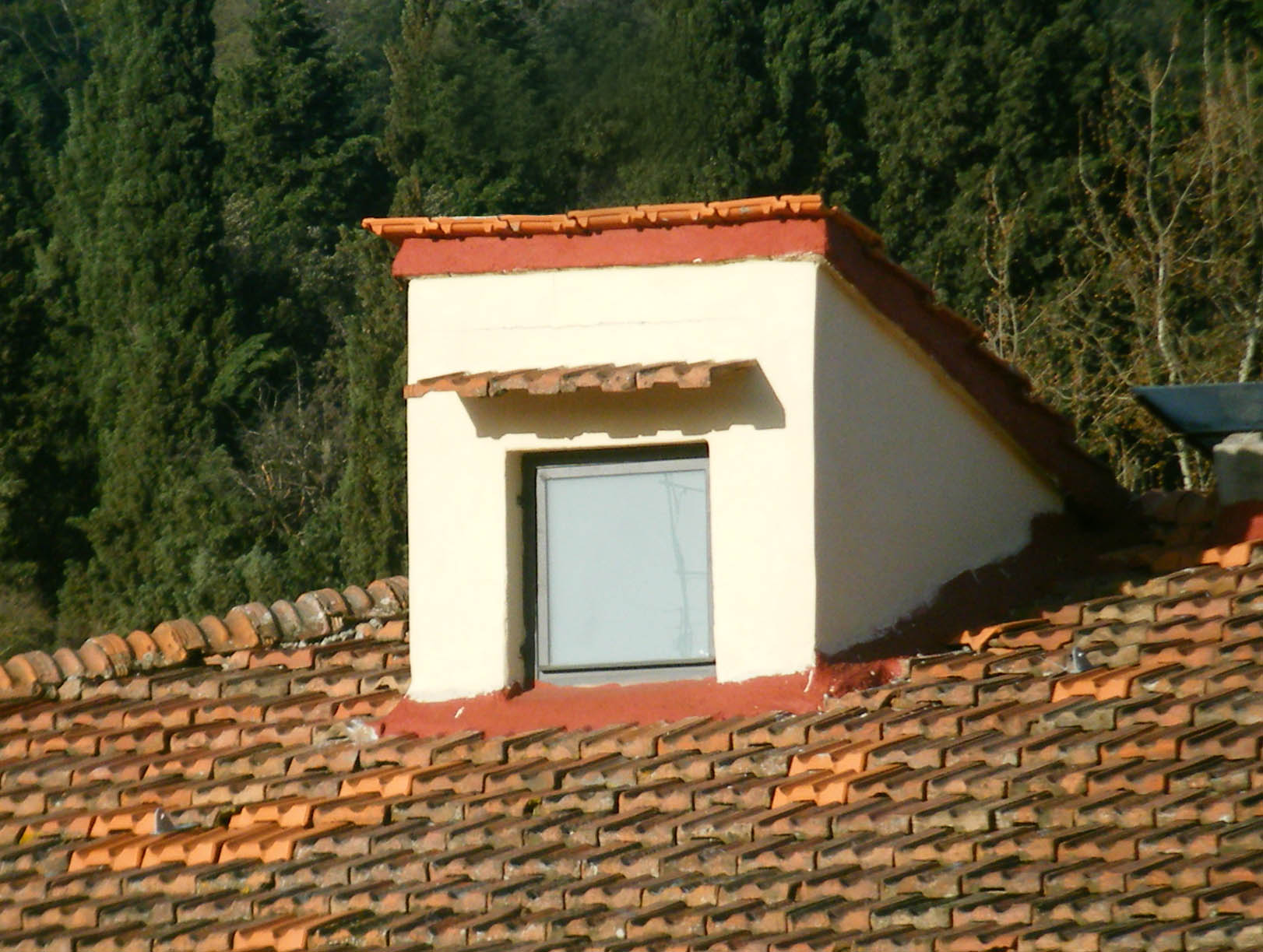
buhardilla chien-assis, o de pendiente invertida  .

1. buhardilla jacobina
2. buhardilla rampante
3. buhardilla de tejado plano
4. buhardilla a la capuchina
5. buhardilla bombeada
6. buhardilla holandesa
7. buhardilla molinera
8. buhardilla en sombrero de gendarme
9. outeau
10. buhardilla cumbrera

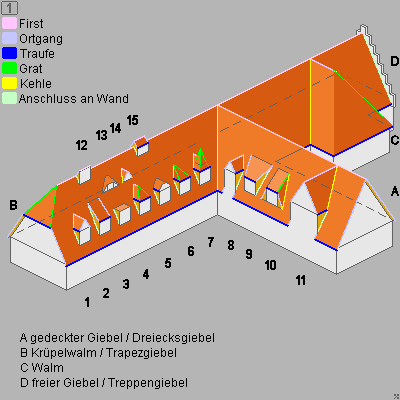
- buhardilla jacobina- buhardilla rampante- buhardilla de tejado plano- buhardilla a la capuchina- buhardilla bombeada- buhardilla holandesa- buhardilla molinera- buhardilla en sombrero de gendarme- outeau- buhardilla cumbrera

Denominaciones en relación con el frente o fachada de la propia buhardilla:
- buhardilla frontón se caracteriza por su frontón triangular o curvilíneo;
- buhardilla historiada se caracteriza por su tímpano ornada de esculturas de armas o de bajorrelieves y su coronación recortada en arcadas o terminada en pináculos;
- buhardilla flamenca está construida en albañilería de piedra o de ladrillo y coronada por un frontón de múltiples resaltos disimulando la vista de la cubierta;
- buhardilla pendiente o buhardilla molinera, colocada en alineación vertical con la parte delantera y cuyo hueco desciende por debajo del propia cubierta.

Buhardillas según sea su propio frente
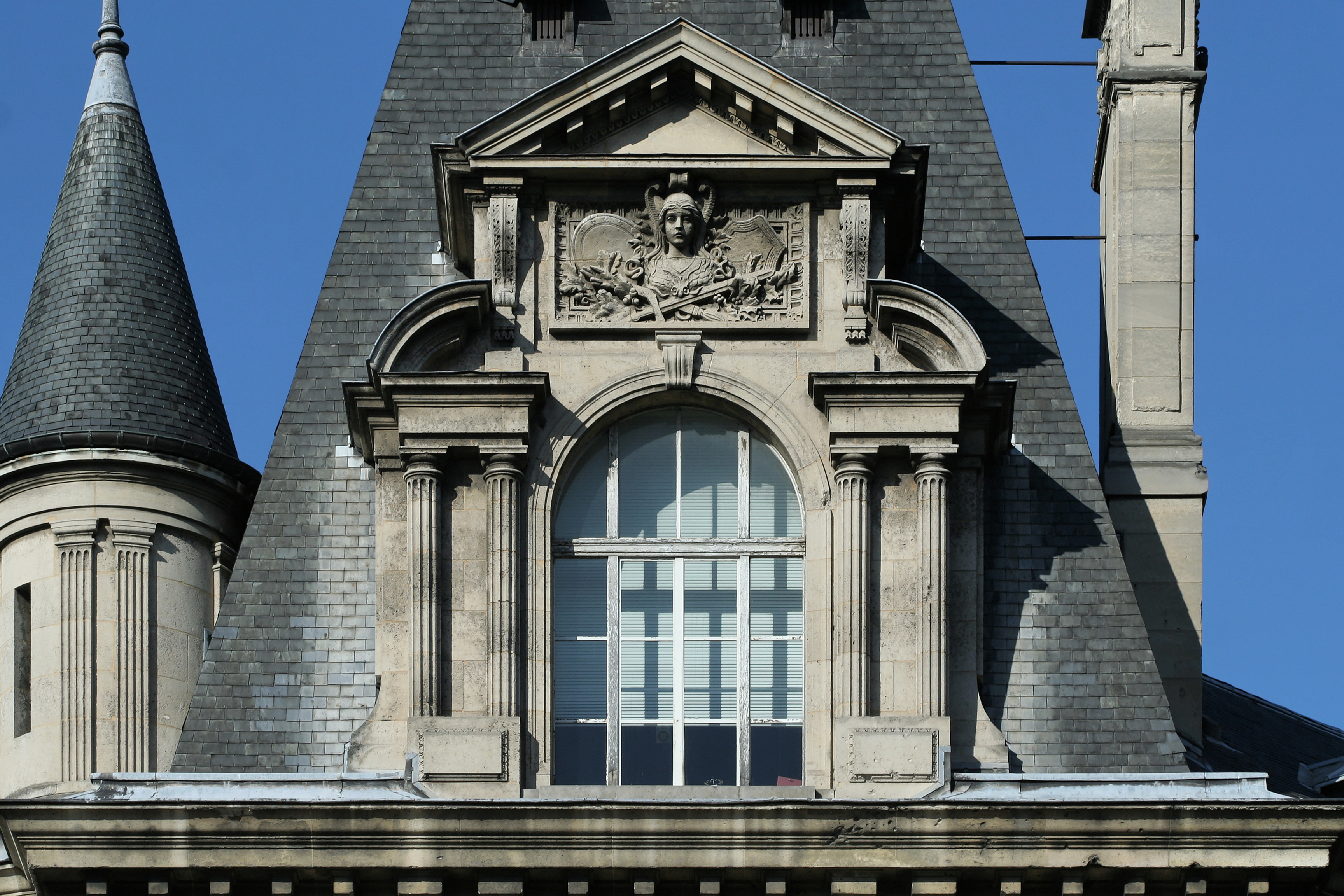
Buhardilla frontón del Palacio de Justicia de París.
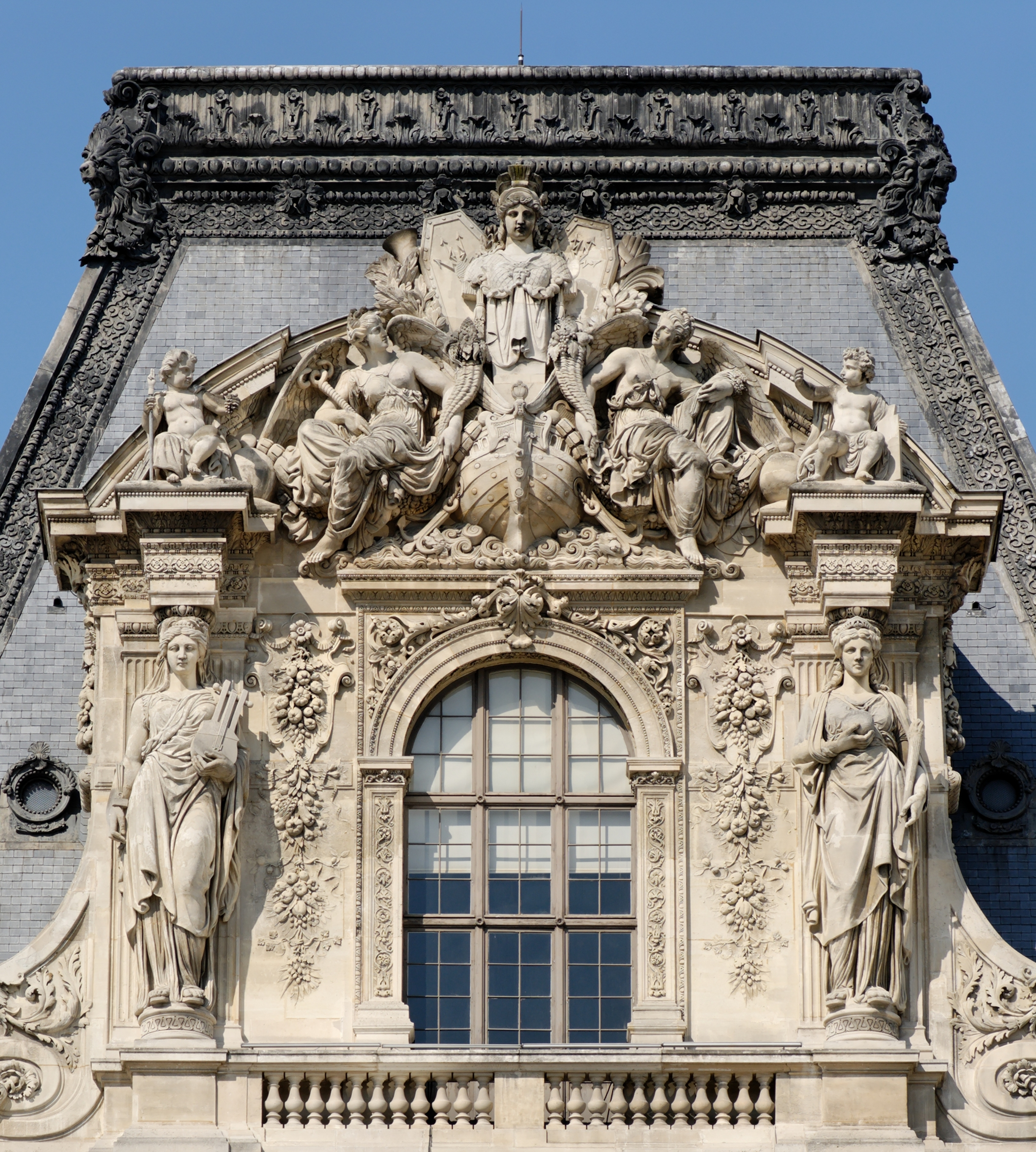
Buhardilla historiada, frontón y cariátides de la fachada sur del pabellón Turgot del Palacio del Louvre (ca. 1857).
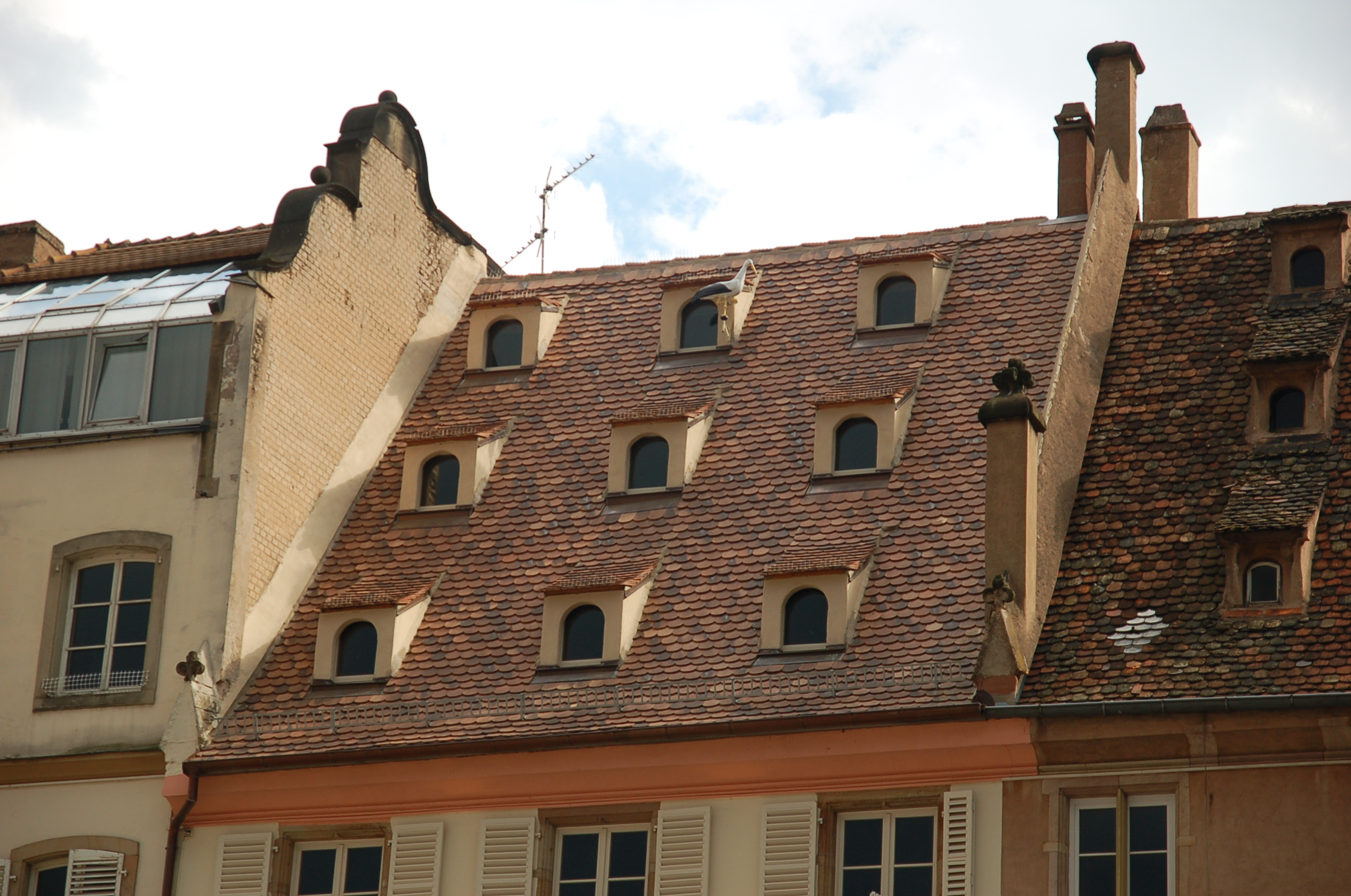
Buhardillas flamencas.
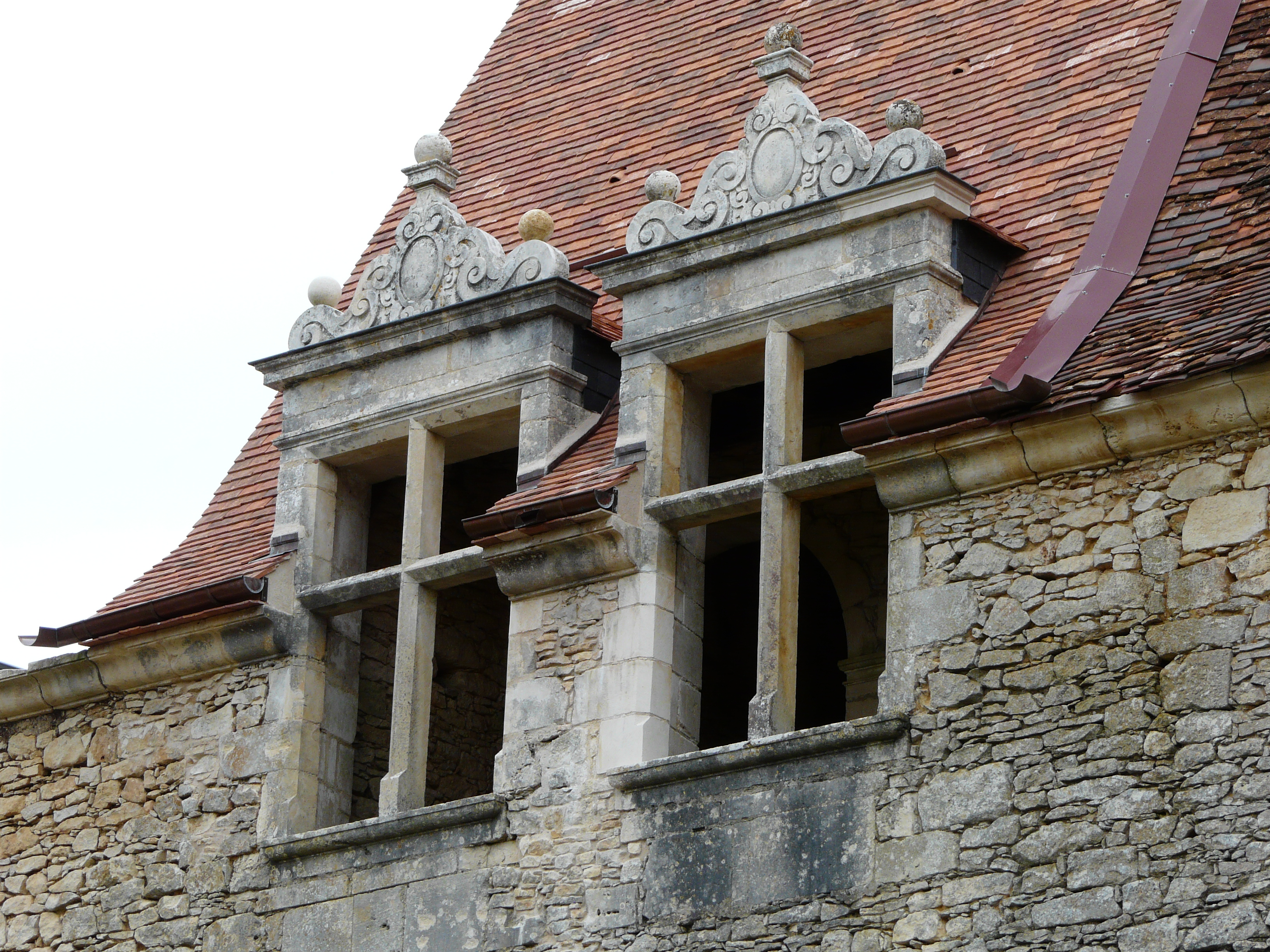
Buhardillas a la molinera del château de Laxion, Corgnac-sur-l'Isle.

Denominaciones en relación con la posición de la buhardilla en la cubierta:
- buhardilla jacobina, llamada también buhardilla a dos aguas o buhardilla en caballete, con una cubierta en dos partes de las cuales la cresta es perpendicular a la cubierta principal y tiene un piñón o un frontón en fachada;
- buhardilla señorita[8] está colocada en la parte superior de un desván y termina con un techo triangular cónico;
- buhardilla rampante cuyo tejado es a una sola pendiente ligera;
- buhardilla en forma de trapecio o buhardilla holandesa: buhardilla rampante cuyos flancos laterales están inclinados;
- buhardilla a la capuchina, también llamada buhardilla capuchina o buhardilla de vertientes, está cubierta con un techo con tres aguadas con una cresta en la parte frontal;
- buhardilla bombeada o buhardilla en arco o arqueada, cuyo tejado tiene la forma de un arco de círculoe, une ferblanterie en zinc o en cobre permettant una ejecución de las más modernas;
- buhardilla carrée, cuyo tejado es habitualmente a dos aguas y con cumbrera horizontal, es denominada lucernas en las construcciones modernas.
- buhardilla cumbrera o linterna de cubierta está dispuesta en la parte superior de un desván y que termina la cumbrera de una cubierta con piñón.
- buhardilla a la Mansart está perforada en el brisis de las cubiertas amansardadas. Debe su nombre al arquitecto François Mansart.

Esquemas de buhardillas
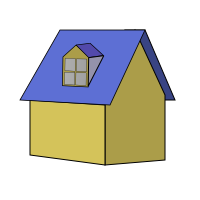
Buhardilla jacobina
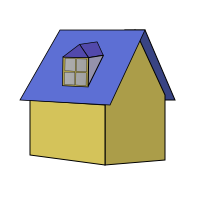
Buhardilla a la capuchina
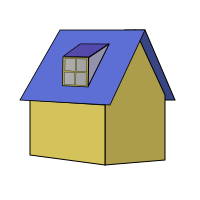
Buhardilla rampante
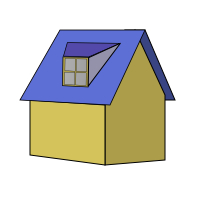
Schleppgaube (schräg)
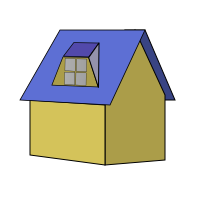
Buhardilla holandesa o en forma de trapecio
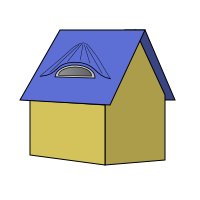
Buhardilla ceja o en boca de rana
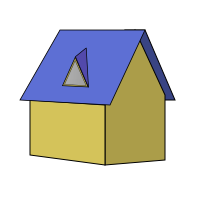
Outeau o buhardilla puntiaguda
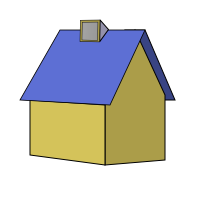
Clochetón

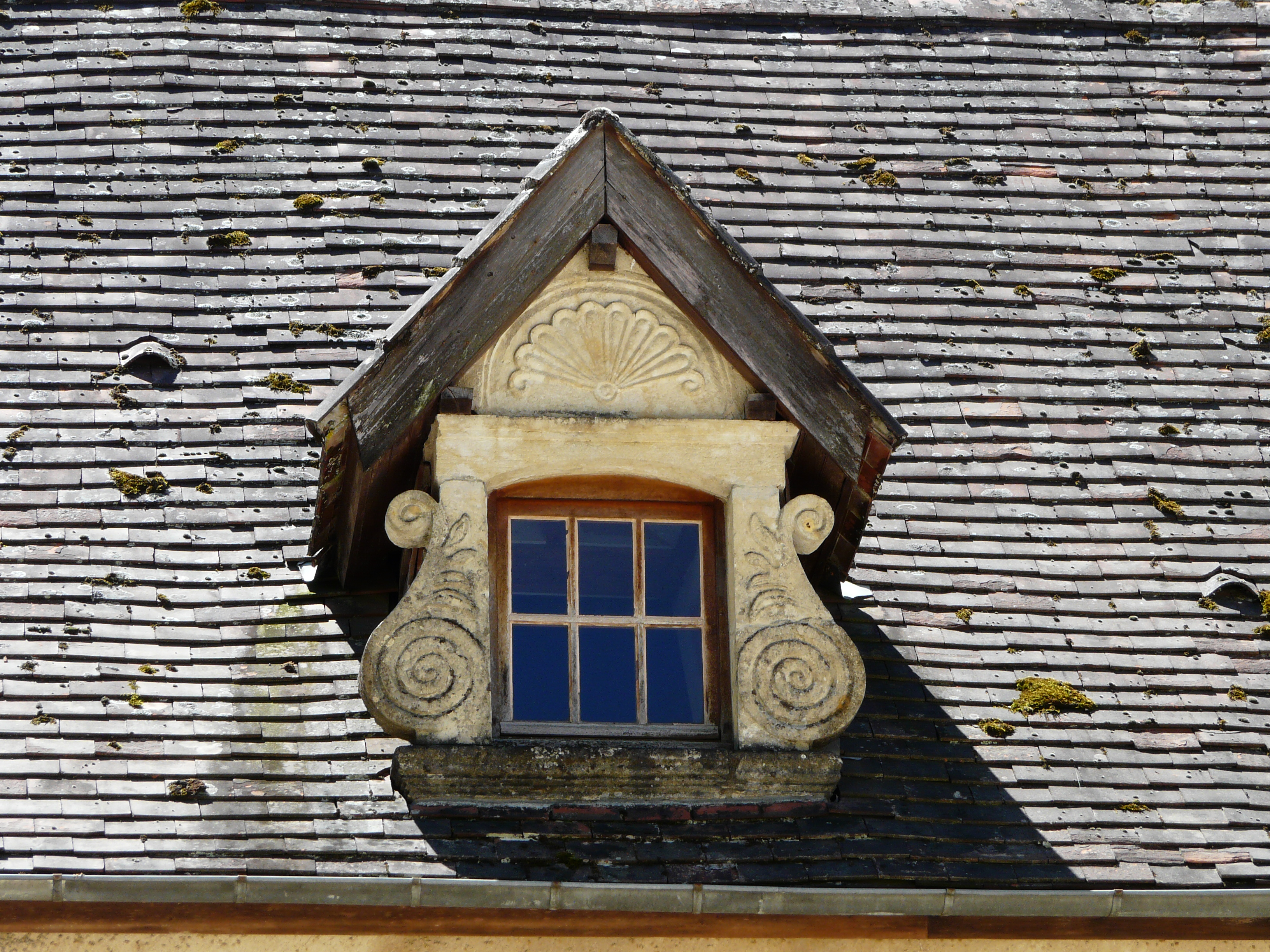
Buhardilla con gablete o frontón
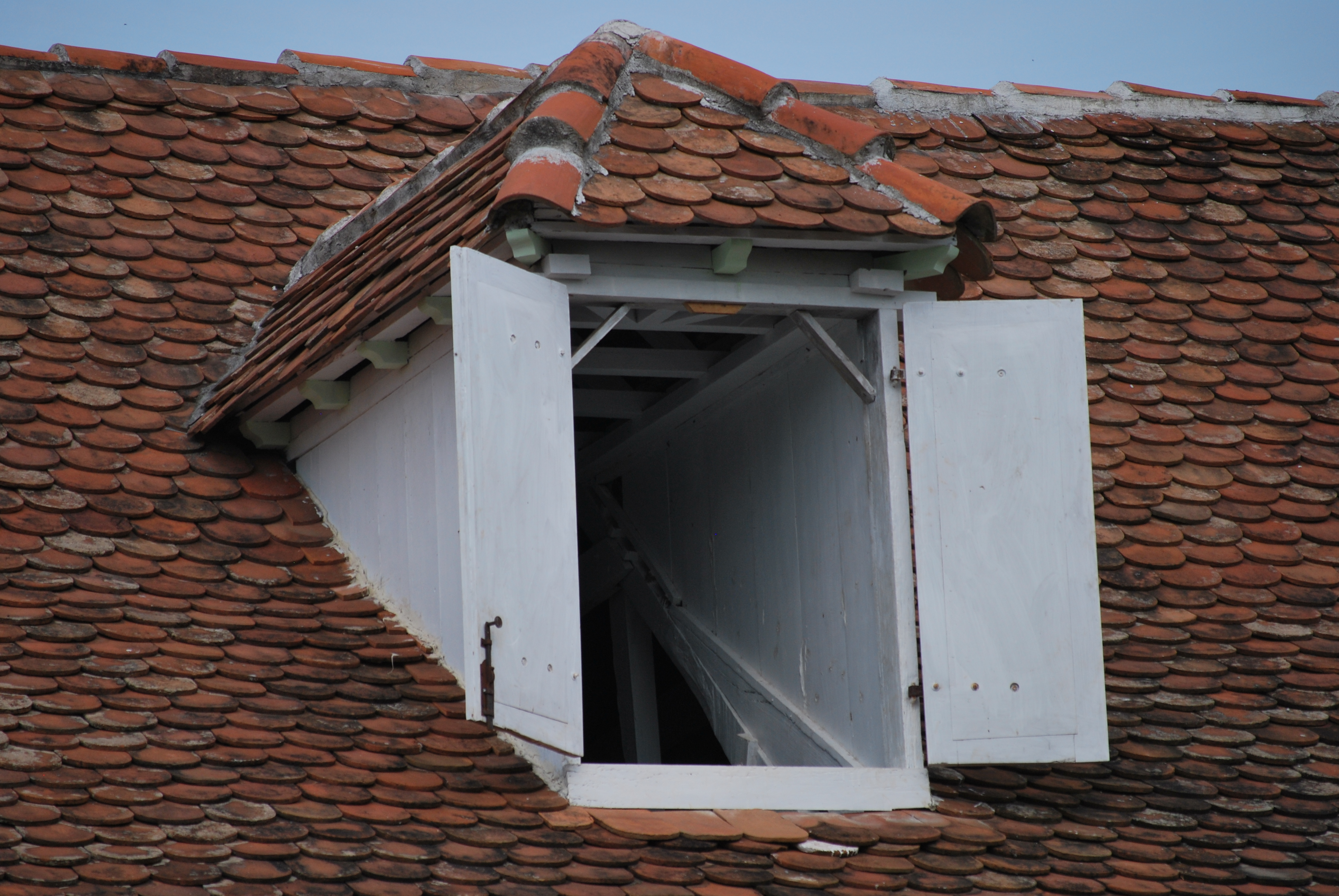
Buhardilla a la capuchina
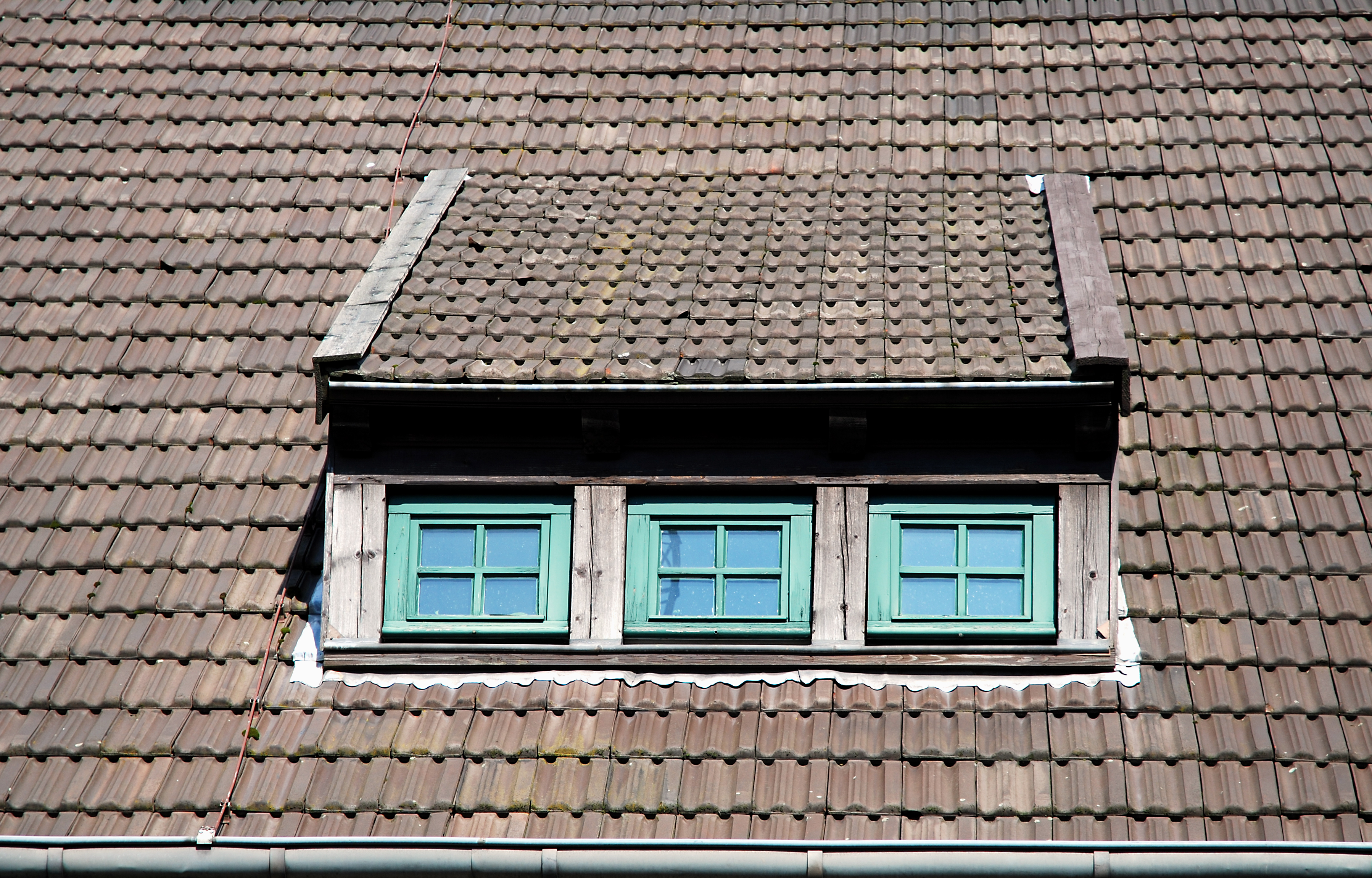
Buhardilla rampante
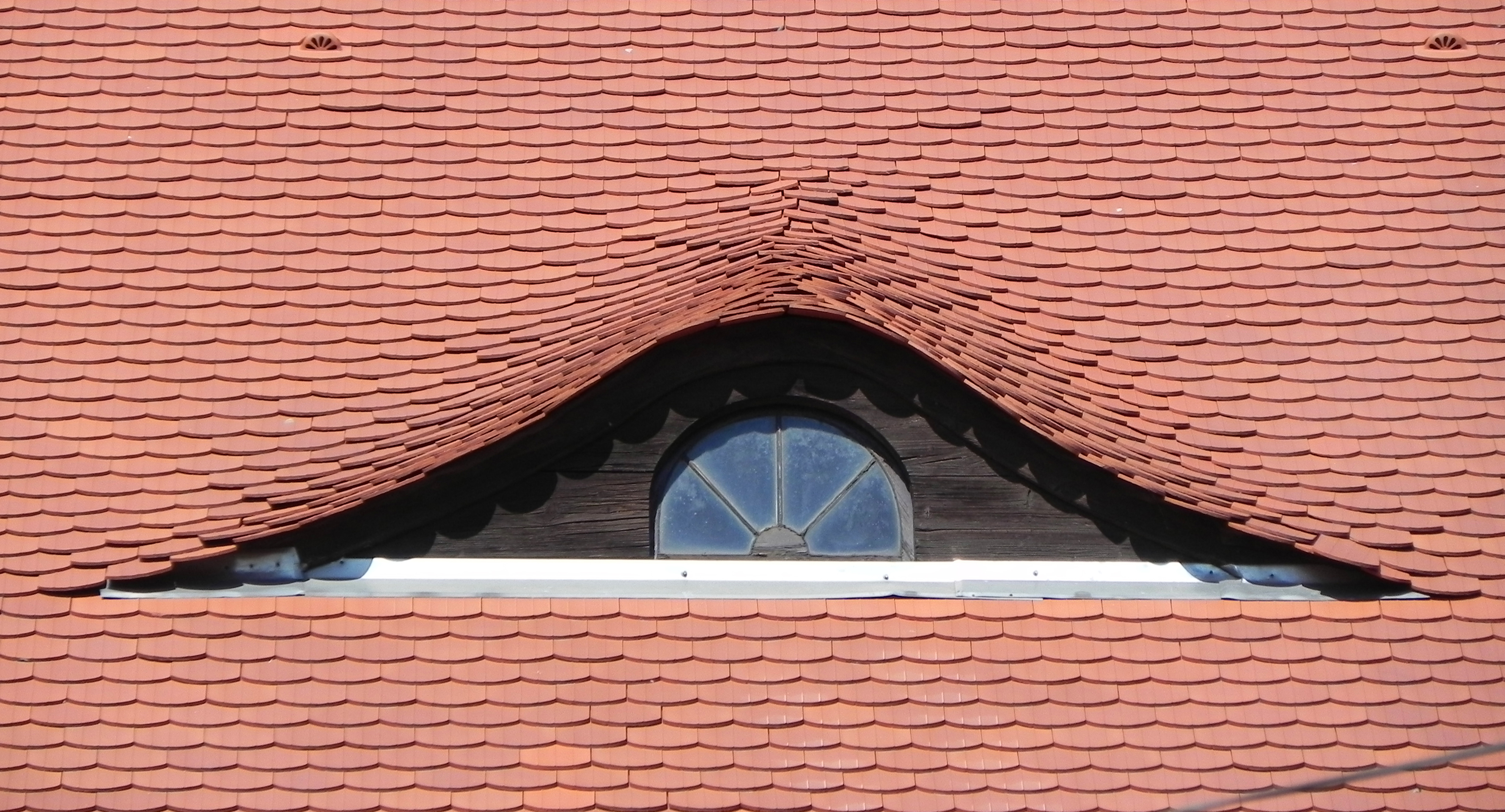
Buhardilla ceja o en boca de rana
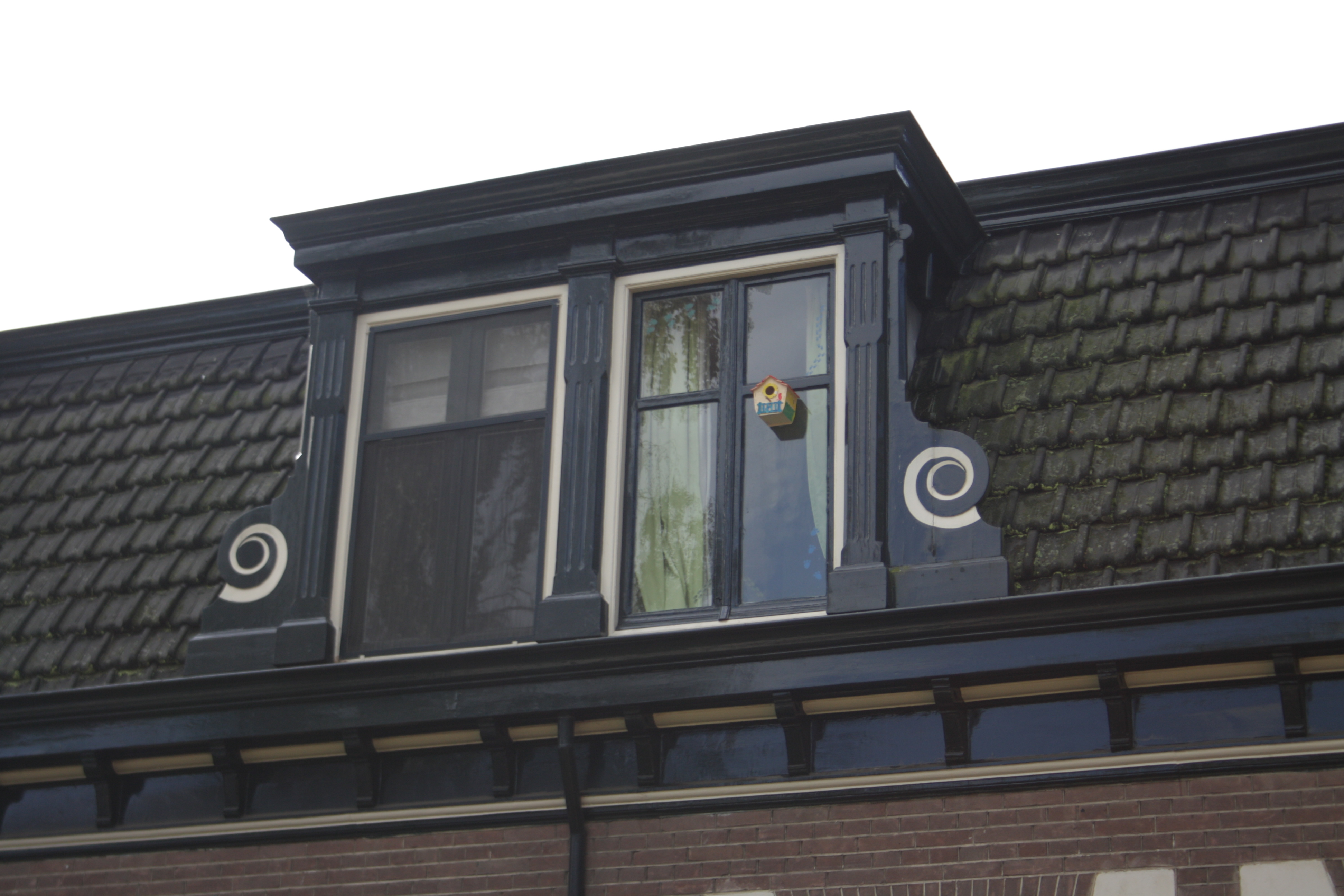
Buhardilla «belle voisine», con chasis yuxtapuestos
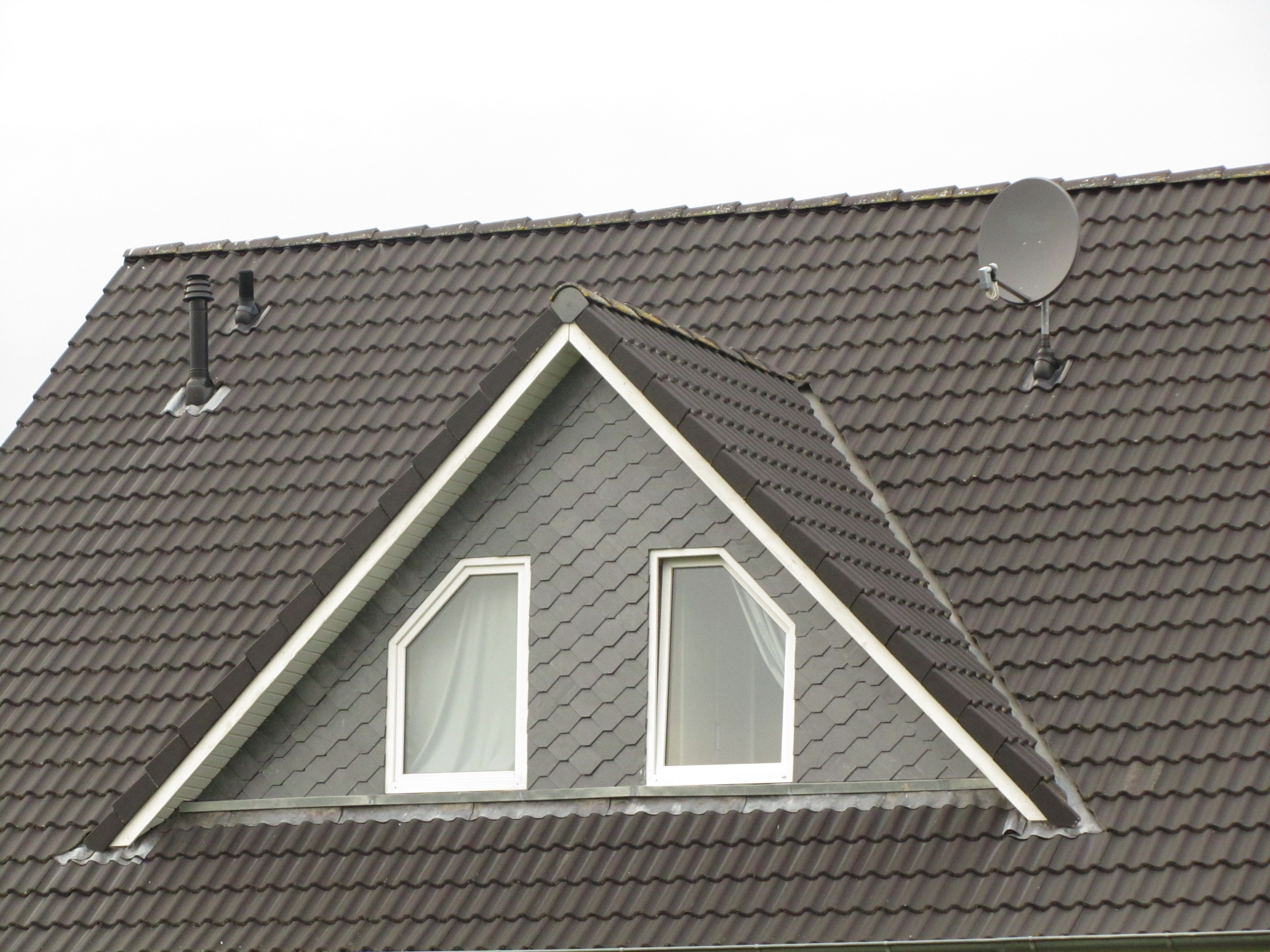
Outeau de gran dimensión

## Galería de imágenes

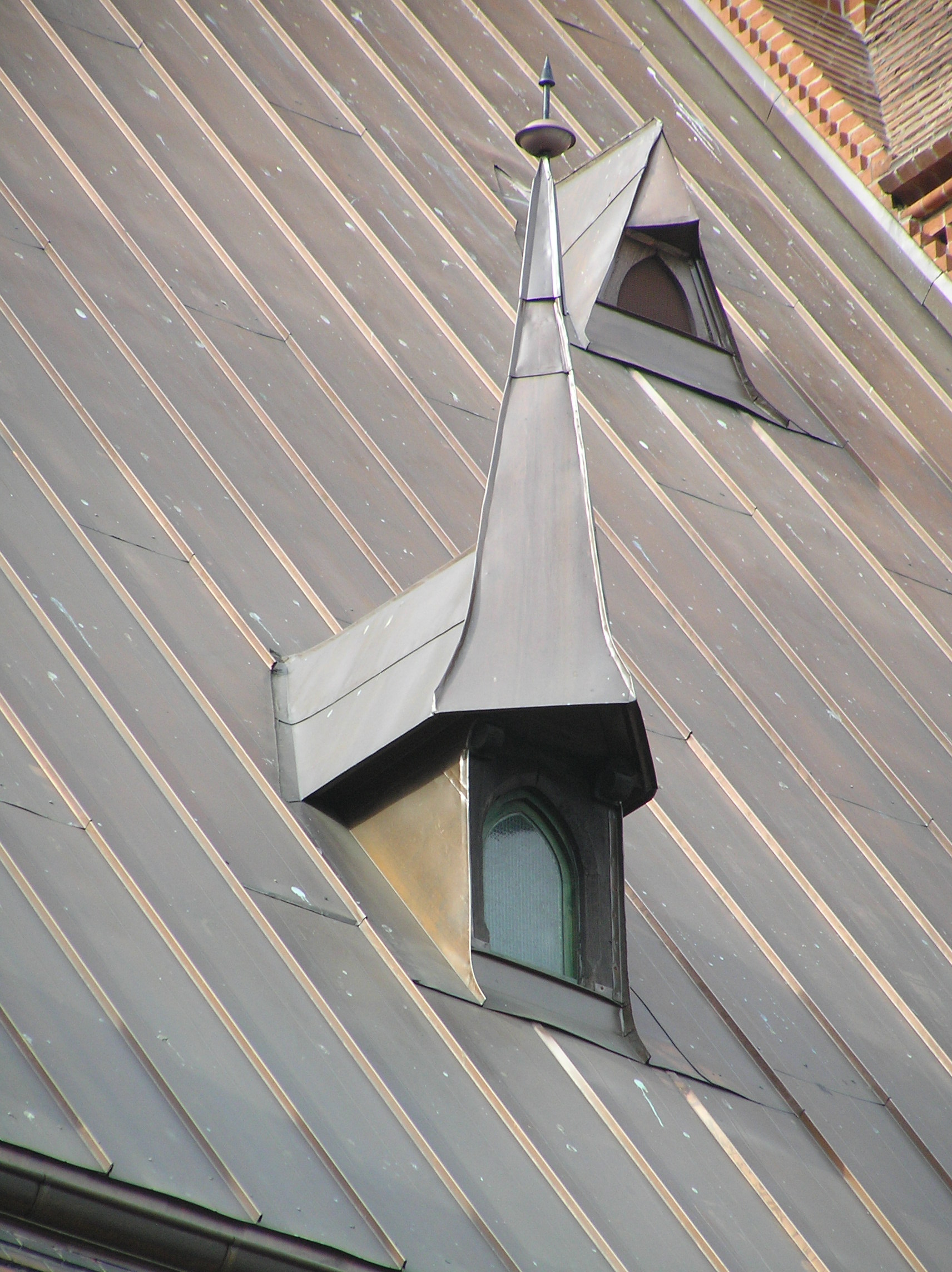
Iglesia de Santa Catalina, Toruń
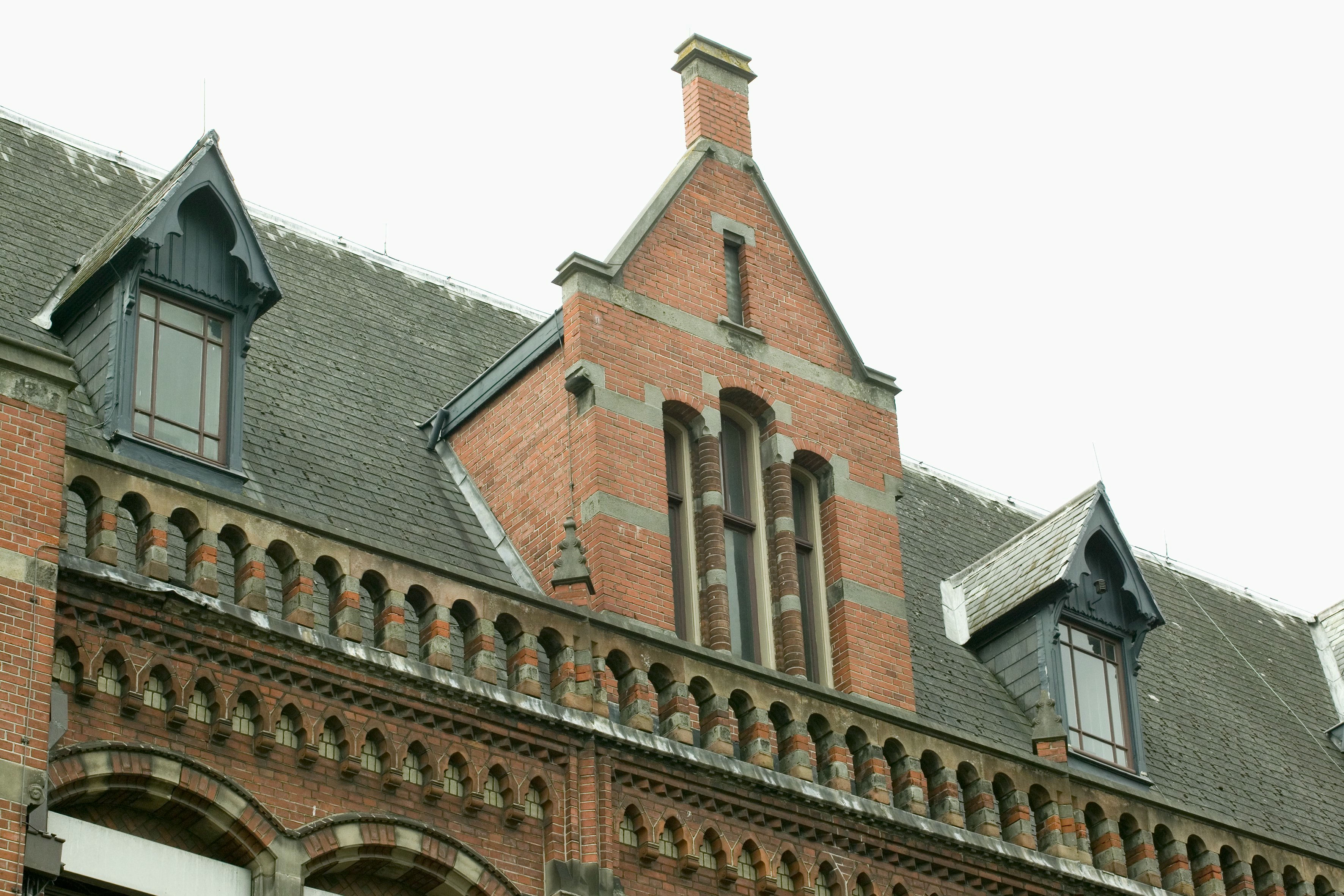
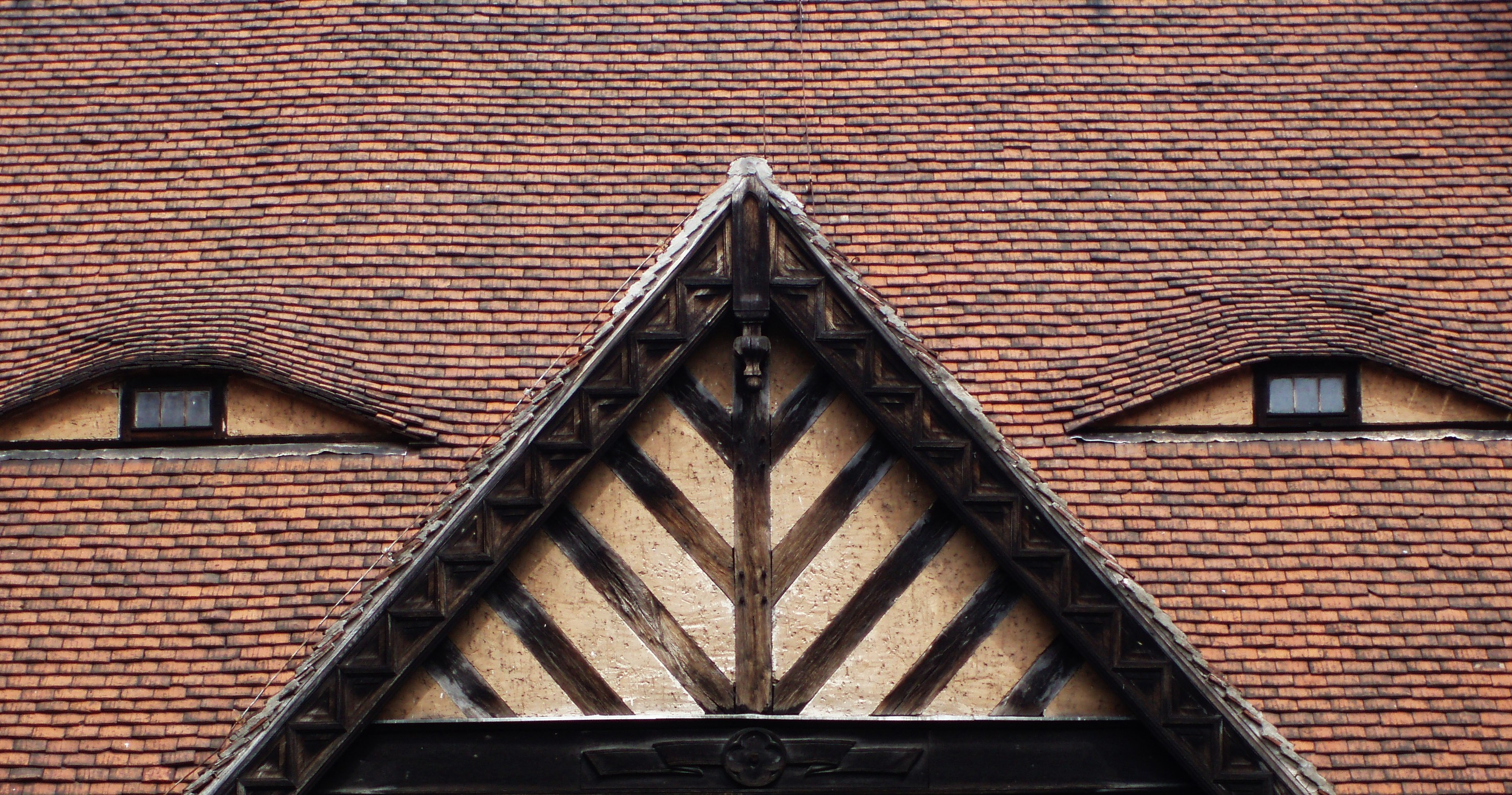
Curiosos ojos con nariz
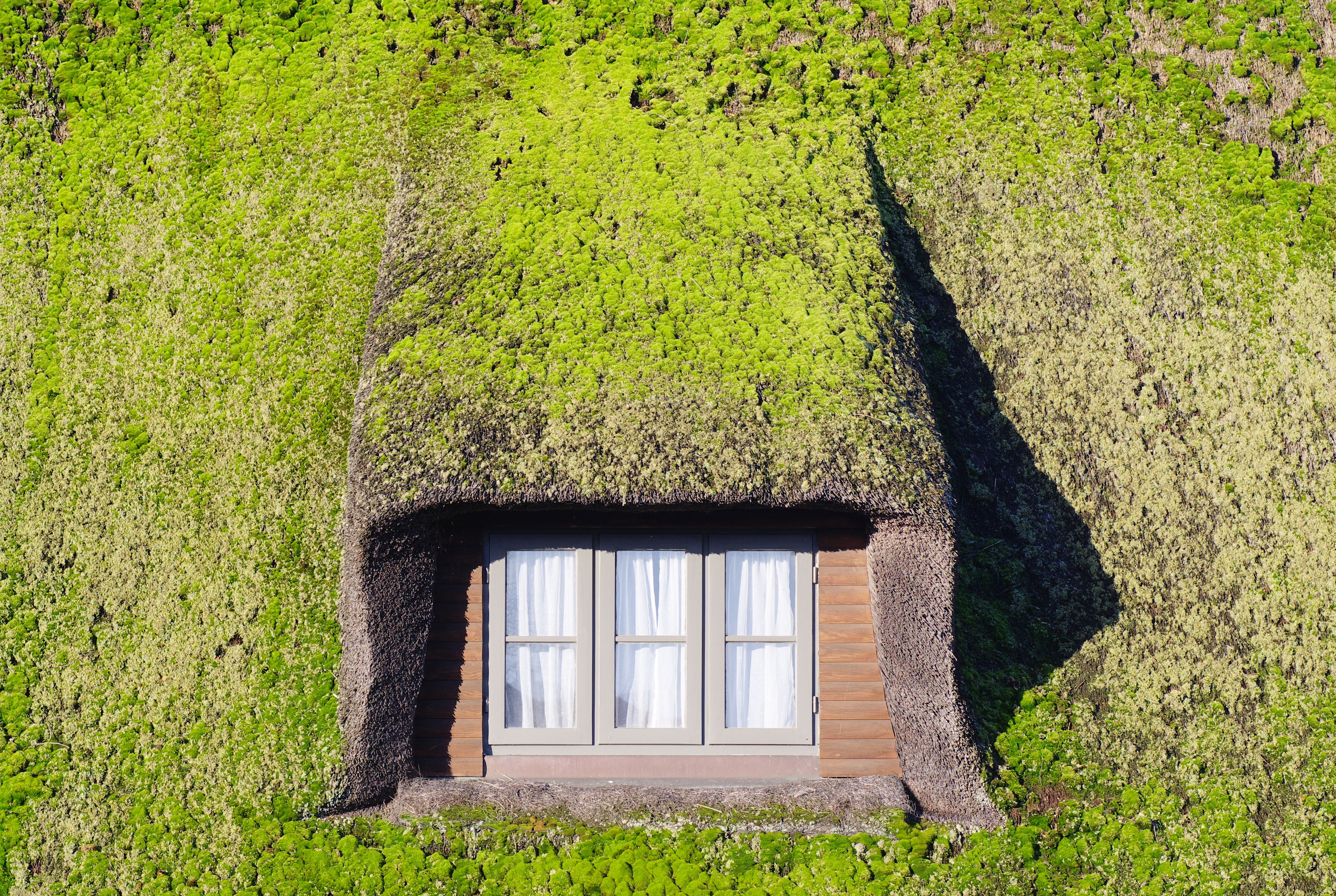
Buhardilla en un techo de paja en Norderstapel
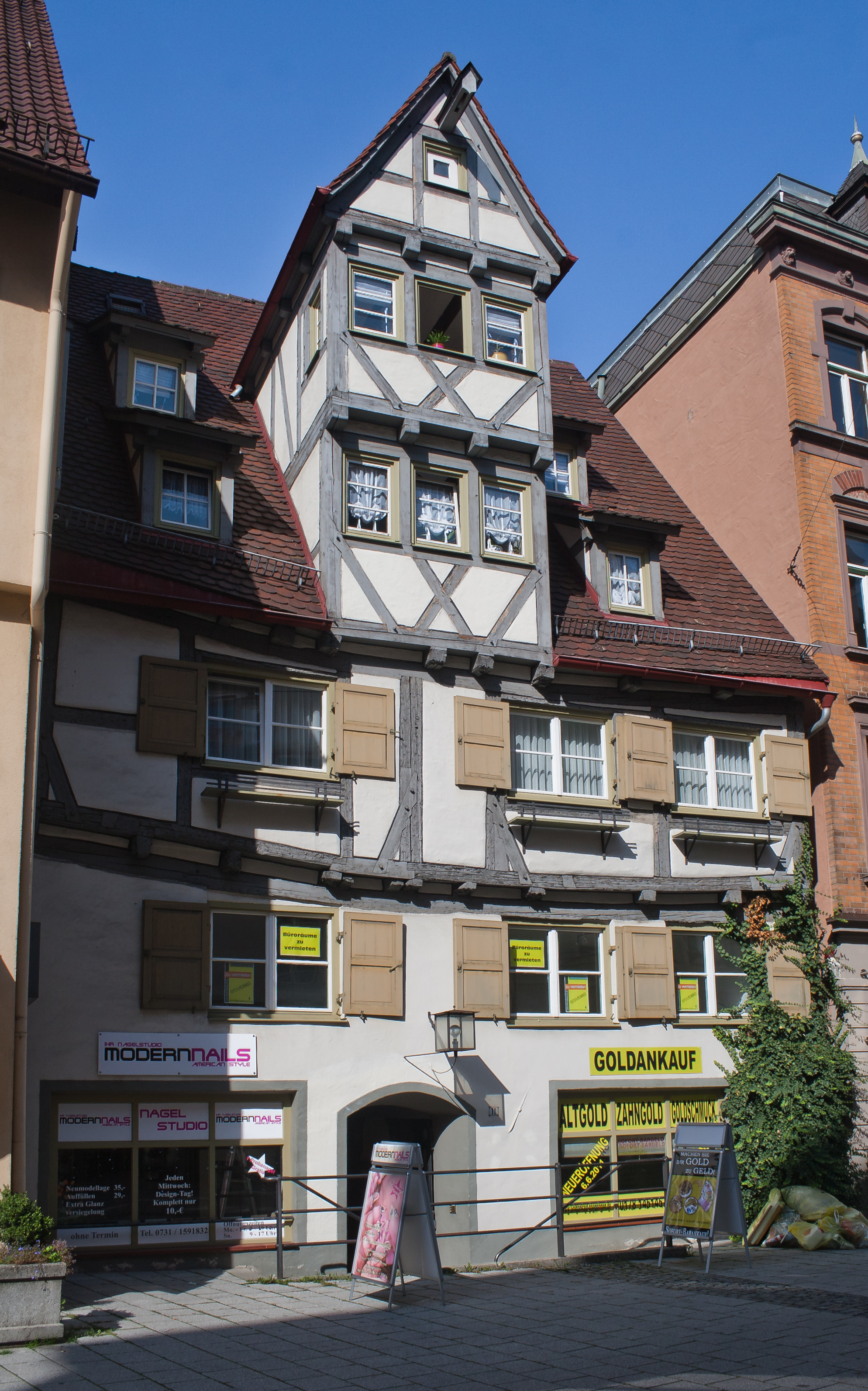
Buhardilla de dos pisos en Ulm, Baden-Württemberg
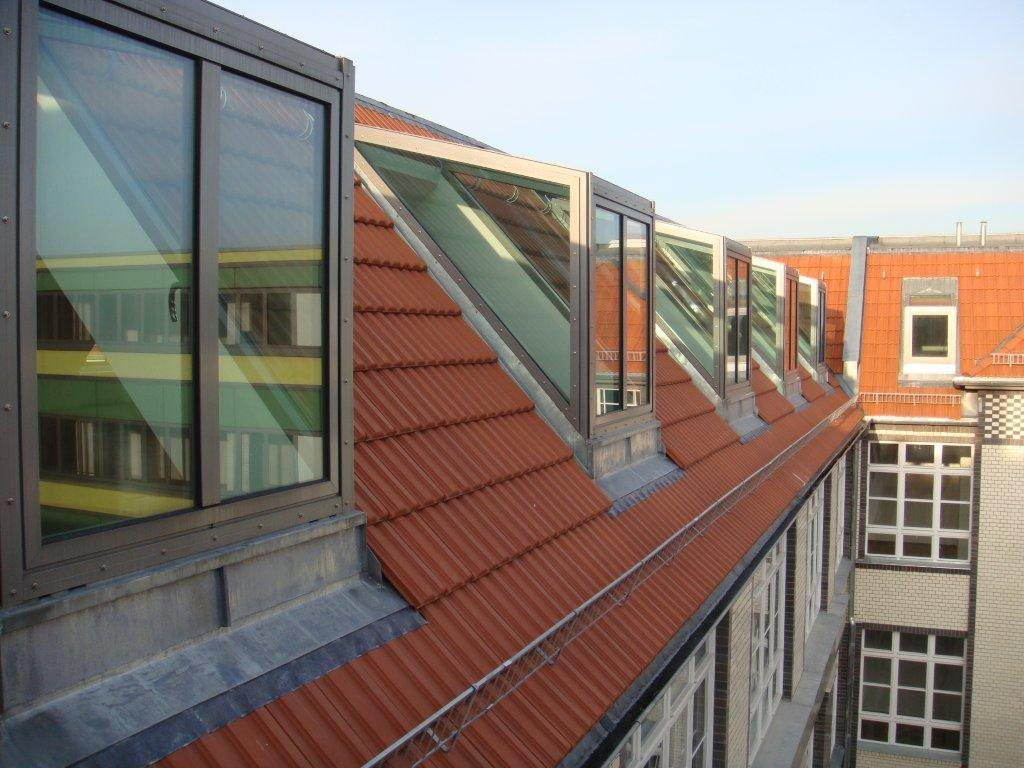
Modernas buhardillas acristaladas